# エンタープライズ (スタートレック)

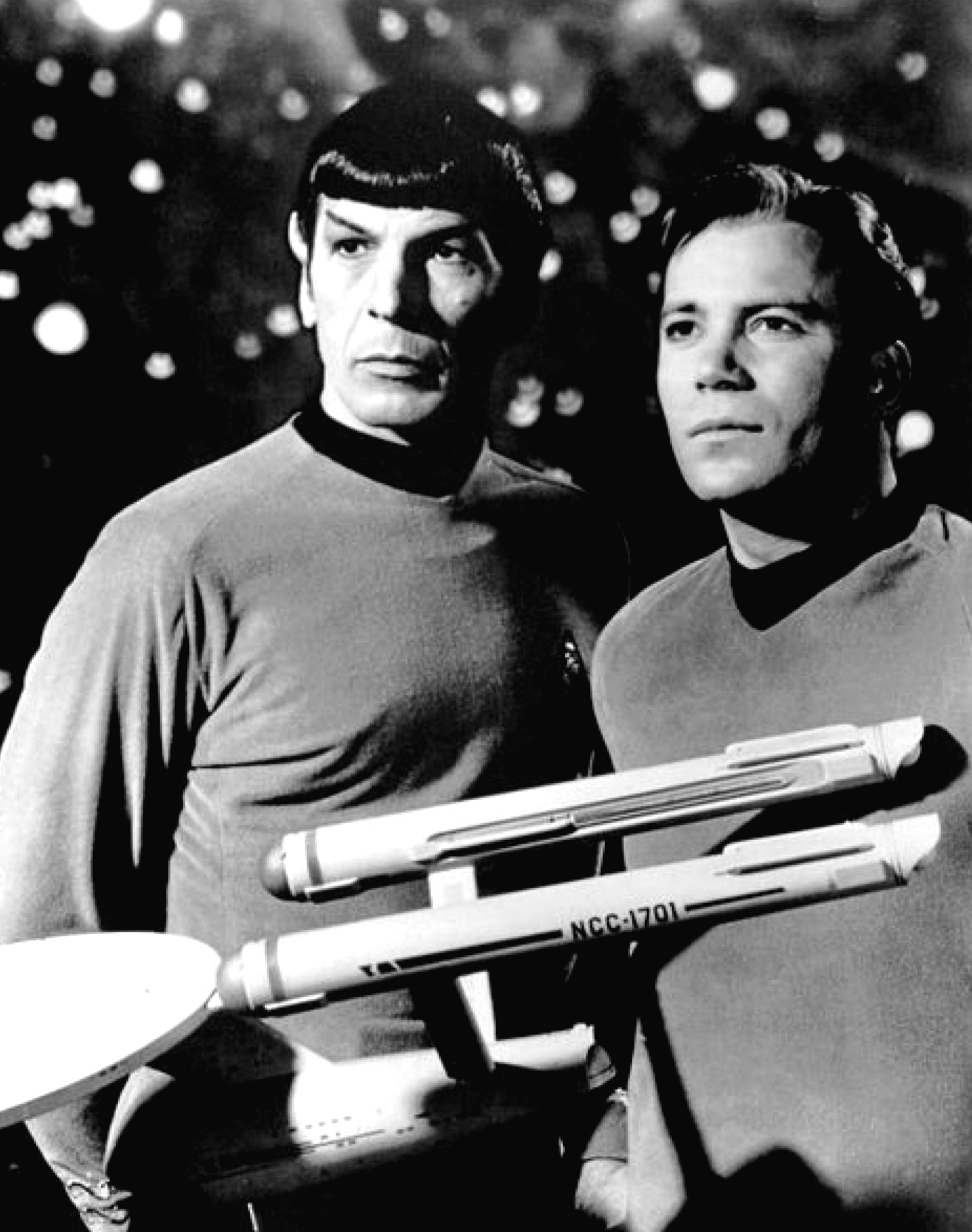
『宇宙大作戦』に登場したスポック（左）とカーク（右）、下部に写っているのが初代エンタープライズの模型

エンタープライズ（英: Enterprise）またはU.S.S.エンタープライズ（英: U.S.S. Enterprise）は、アメリカのSFメディア・フランチャイズ『スタートレック』シリーズに登場する架空の恒星間宇宙艦である。
1966年放送開始の『宇宙大作戦』にて、主人公のジェームズ・T・カーク船長が指揮する惑星連邦宇宙艦隊の宇宙艦として初登場した。その後、劇場版第1作『スター・トレック』にてデザインをリファインして再登場を果たし、続く作品でも同名の宇宙艦が主役艦として登場、活躍している。
なおスタートレックシリーズは22～32世紀という幅広い年代を舞台とするため、艦名を継承したそれぞれの時代のエンタープライズが登場する。そのため劇中においても各エンタープライズを区別する必要がある場合は登録番号を併記したり、艦名の後ろにアルファベットを付けて呼称する。当記事では、『宇宙大作戦』の主役艦を「初代エンタープライズ」、その登録番号を受け継いだ宇宙艦をアルファベットで「○型艦」、それ以外の宇宙艦を登録番号で呼ぶものとする。

## 概要
1966年、『宇宙大作戦』に登場した初代「U.S.S.エンタープライズ NCC-1701」は23世紀の時代、指揮官のカーク船長をはじめ、スポック副長、マッコイ船医らを数々の未知の世界の冒険へといざなった。船は移動手段であると同時に人間ドラマの舞台でもあり、登場人物とは切り離せない存在であった。
1987年、『新スタートレック』に初代エンタープライズから約100年後の時代の「U.S.S.エンタープライズ NCC-1701-D」が登場。ピカード艦長やライカー副長らの冒険により、『宇宙大作戦』の世界観は大幅に広げられた。
2001年、『スタートレック:エンタープライズ』では初代艦の約100年前の時代の「エンタープライズ NX-01」が登場。アーチャー船長の指揮の下、地球人類が宇宙に進出したばかりの黎明期が描かれた。なおエンタープライズは地球人類初の深宇宙探査艦NX-01に由来する由緒ある艦名とされ、23世紀にはカーク船長の前任のクリストファー・パイク船長時代からエンタープライズは宇宙艦隊の切り札、象徴的な宇宙艦と位置づけられていた（『スタートレック:ディスカバリー』）。
2009年、それまでのシリーズ作品の並行宇宙の物語として、リブート版となる劇場版第11作『スター・トレック』では新キャストによる若いカーク船長の下、新たなデザインとなったU.S.S.エンタープライズ NCC-1701が登場する。
2022年、『スタートレック:ストレンジ・ニュー・ワールド』では、カーク船長の前任・パイク船長の物語の舞台として、初代エンタープライズが再びドラマシリーズの主役艦とて活躍する。
その他、『スタートレック』劇場作品にはA型艦、B型艦、E型艦が、『新スタートレック』ではC型艦が、『スタートレック:エンタープライズ』にはJ型艦、『スタートレック：ピカード』にはF型艦、G型艦が登場する。

### 艦名と登録番号の継承
エンタープライズが老朽化や修復不能な損傷など何らかの原因で廃船となった場合、「エンタープライズ」の名とその登録番号"NCC-1701"を受け継ぐ新たな最新型宇宙艦が建造され、継承されていく（劇場版第4作『スタートレックIV 故郷への長い道』、劇場版第7作『スタートレック ジェネレーションズ』など。これは原子力航空母艦エンタープライズが、第二次世界大戦中の航空母艦エンタープライズの名を継承しているなど、アメリカ海軍の慣例を踏襲している。
宇宙艦隊にはエンタープライズ以外にも艦名を継承している宇宙艦は存在するが、登録番号まで受け継いでいるのは特殊な例であり、長らくエンタープライズのみの措置であるとされてきた。ただし、『スタートレック:ディスカバリー』第3シーズンではU.S.S.チホフ NCC-1067-M、U.S.S.ヴォイジャー NCC-74656-J、U.S.S.ディスカバリー NCC-1031-A、『スタートレック:ピカード』第3シーズンではU.S.S.タイタン NCC-80102-Aが就役しており、エンタープライズに限定した措置という制約はなくなっている。
登録番号の"NCC-1701"は初代エンタープライズをデザインしたマット・ジェフリーズが所有する小型飛行機の機体番号"NC-17740"にちなんだものとされている。接頭辞の"NCC"については、アメリカ所属の民間航空機の接頭辞"NC"とソビエト所属の航空機の接頭辞"СССС"を組み合わせたもので、ジェフリーズは「宇宙で何かをするのであれば我々（アメリカとソビエト）は一緒にやる必要がある」と述べている。数字部分の"1701"については、ジェフリーズは当時の粗いテレビ画面で読み間違えやすい「3、6、8、9」は意図的に避け、残った数字で決定したと述べている。登録番号を決めた後、ジェフリーズは"NCC-1701"を「17番目の設計に基づいて建造された宇宙船の最初の1隻」という意味であると説明した。なお、後の作品では宇宙艦のメンテナンスシャフトのことを「ジェフリーチューブ（Jefferies tube）」と呼ぶが、これもジェフリーズにちなんだものである。また、「U.S.S.」とは「United Federation of Planets Starship」（惑星連邦宇宙艦）を略した艦船接頭辞である。

### 共通の特徴
すべてのエンタープライズに共通する特徴として、その時代の最新鋭宇宙艦である点が挙げられる。エンタープライズという名の宇宙艦が登場するシリーズは、22世紀を舞台とする『スタートレック:エンタープライズ』のNX-01、23世紀を舞台とする『スタートレック:ストレンジ・ニュー・ワールド』、『宇宙大作戦』、『まんが宇宙大作戦』の初代エンタープライズ、24世紀を舞台とする『新スタートレック』のD型艦等があるが、いずれもその時代の最先端技術が投入された宇宙艦隊の旗艦となっている。

### 船体構造
船体構造は円盤形の第1船体（Primary hull, 円盤部 Saucer section）と、紡錘形の第2船体（Secondary hull, 機関部 Engineering hull）に区分できる。
第1船体内部には居住区、会議室、科学実験室、貨物室、バーラウンジなどがあり、司令室であるブリッジは第1船体の中央最上部に置かれている。船内の階層は上層階から順に第1、第2デッキと呼ばれ、第1デッキはブリッジとその隣に艦長室、会議室が設置されている。第1船体外部の船尾には反動推力を得るためのインパルスエンジン（通常エンジン）が設置されている。円盤表面にはビーム兵器を発射するフェイザーバンク、リム部分には姿勢制御スラスターが置かれている。
第2船体は内部に主要動力源であるワープコアを中心とした機関室、燃料である重水素タンク、外部にはセンサー兼スペースデブリ除去装置のデフレクター盤など、宇宙艦のワープ航法に重要な機関が詰め込まれている。ワープコア内の反物質反応で得られた莫大なプラズマは、ワープコア背面から伸びるワーププラズマコンジットというチューブを通り、超光速推進力を生み出すワープナセルへと運ばれる。なおワープコアは恒星に匹敵するパワーを持ち危険でもあるため、第1船体と第2船体は緊急時には切り離すことができる。船尾にはシャトルベイのシャッターがあり、短距離用小型艇のシャトルクラフトを搭載している。宇宙艦の武装は、船体を保護する防御シールド（Deflector shield）、ビーム兵器のフェイザー（Phaser）、弾頭兵器の光子魚雷（Photon torpedo）を搭載する。
クルーは艦内をターボリフトと呼ばれる縦横に動くエレベーターで移動する。また、惑星上陸やランデブーした他の宇宙艦へ移動する際には、母艦やシャトルクラフトで直接移動をするのではなく、転送装置というテレポーテーション技術で移動することが多い。

## エンタープライズ XCV-330

### 来歴
劇場版第1作に、歴代エンタープライズを記念した絵として登場。スペースシャトル・オービタと初代エンタープライズの間に展示されている。同じ絵や模型は『スタートレック:エンタープライズ』や劇場版第12作『スター・トレック イントゥ・ダークネス』にも登場している。他のエンタープライズとは異なり、航行する様子が描かれたことはない。

### 性能
核融合推進を採用した、初の恒星間宇宙船ということになっている。旅客用として後に957隻の同型船が就航し、同時代において最も成功した旅客用宇宙船となった。最大で1200光年の距離を連続飛行でき、航続期間は2年半に及ぶ。
以上は、1979年発行の"Star Trek Spaceflight Chronology"で与えられた設定であり、2001年放送開始の『スタートレック:エンタープライズ』で語られた内容とは矛盾しているため、注意が必要である。『スタートレック:エンタープライズ』では、2143年に地球連合の宇宙艦が初めてワープ2の速度に達したことになっているが、XCV-330はその時点ですでに過去の船となっている。この場合、XCV-330の最高速度はワープ2未満だったことになる。さらに、ワープ3.2では2年半の航行で82光年しか進むことはできない点でも矛盾がある。また、950名もの人間を乗せることができるほどの船体規模は明らかに見ることはできない。

### デザイン
紡錘形の主船体を円環形の推進部が取り囲んでおり、これはマット・ジェフリーズによる初代エンタープライズの没デザインを流用したものである。特徴的な円環形の推進部は、ジェフリーズの「強力で危険な推進部は他の部分から離れているはず」という考えを反映しており、この考えは初代エンタープライズのワープナセルのデザインとして結実することになる。なお、この円環形の推進部のデザインは、22世紀のバルカン艦のデザインとして流用されている。

## エンタープライズ NX-01

### 来歴
『スタートレック:エンタープライズ』の主役艦。2063年のゼフラム・コクレーンによるワープ機関発明からおよそ90年、ワープ5センターが開発したワープ5エンジンによってついに光速の125倍の速度を実現し、本格的な深宇宙探査が可能となった地球連合初の宇宙艦である。惑星連邦では2151年のNX-01が進宙した日は「フロンティア・デー」と呼ばれる祝日となっている。
地球連合から惑星連邦へ移管される前の宇宙艦隊所属艦であるため"U.S.S."はつかず、接頭辞をつける場合には単に"starship"と呼ぶ。また、艦級1番艦であるものの艦級は「エンタープライズ級」ではなく「NX級」となっており、2番艦コロンビアも"NCC-02"ではなく"NX-02"と、後の宇宙艦隊所属艦とは宇宙艦の命名規則が微妙に異なっている。その他、階層の呼称も「第1デッキ、第2デッキ」と数字ではなく「Aデッキ、Bデッキ」とアルファベットとなっている。
NX-01はジョナサン・アーチャー船長の指揮の下、22世紀のアルファ宇宙域黎明期における10年の任務において、それまで対立していた地球連合、バルカン、アンドリア帝国、テラライトの仲をとりまとめ、4種族による惑星連邦の設立に多大な貢献をした。これらの4種族は『宇宙大作戦』第39話「惑星オリオンの侵略」にて初登場し、惑星連邦の創立メンバーとして重要な立ち位置にいることが分かる。
『スタートレック:ピカード』第26話「バウンティ」では、2401年時点のエイサン・プライム軌道上の宇宙艦隊ミュージアムにU.S.S.ディファイアント NX-74205やU.S.S.ヴォイジャー NCC-74656等とともに、第2船体が追加された改装型NX-01が展示されているのが確認できる。また、『スタートレック:ストレンジ・ニュー・ワールド』第17話「大昔のサイエンティスト」では、2381年からタイムトラベルしてきたボイムラー少尉とマリナー少尉が宇宙艦隊ミュージアムでNX-01を見たことがあると述べており、2381年時点ですでに展示されていることがわかる。

### 性能
『スタートレック:エンタープライズ』の舞台は惑星連邦の設立以前であるため、当艦に搭載されている各種装備はどれも試行錯誤の段階で、後年と比べると非常に未熟である。ワープ5センターがワープ2の壁を突破したのは2143年であり、ワープ5エンジンを搭載した当艦の起工が2148年であることから、かなりピッチの早い造船であった。重力子技術に関しては、進行方向のスペースデブリを除去するデフレクター盤の技術と艦内の人工重力の技術はあるものの、トラクタービーム、防御シールド、フォースフィールド、ホロデッキといった高度な重力子技術はない。防御に関しては防御シールド技術がないため、分極メッキによる装甲モード「防御プレート」を備え、外部隔壁を分極化フィールドによって質的に変えることで防御力を上げる。一方でアンドリア艦やクリンゴン艦には防御シールドが搭載されており、地球の技術が遅れていることがうかがえる。加えて防御シールドがないということは転送に対して無防備ということでもあり、転送技術を持つ異星人の艦内への侵入や、クルーの誘拐などをごく簡単に許してしまう事態が頻発した。牽引に関しては、トラクタービームではなく直接ワイヤーを飛ばすグラップラーフックを装備している。船体隔壁が裂けた際に艦内を保護する緊急フォースフィールドはなく、加えてワープ負荷から船体構造を守る構造維持フィールドに代わり、艦内は鉄骨のような補強隔壁が剥き出しになっている。またタンパク質再配列機はあるもののレプリケーターはない。そのため備品や機械部品を安易に作ることができず、船体にある一定規模以上の被害を受けると恒星間宇宙になす術なく漂流するという危険性を常にはらんでいる。
ワープドライブの技術はダイリチウムを利用したワープ5エンジンにより最大速度ワープ5（光速の125倍）を実現しているものの、この当時のバルカン艦の最大速度がワープ7（光速の343倍）であることから、やはり他の主要種族から比べると遅れをとっている。航行速度は通常時ワープ3（光速の27倍）程度、緊急時にワープ4.9（光速の117倍）といった運用がされていた。『スタートレック:エンタープライズ』第23話「追放された者への祈り」でマザール人の追跡から逃れるために初めてワープ5を記録、第88話「バベル1号星」ではロミュラン人から逃れるために、ワープ5の壁を越えワープ5.06（光速の129倍）に達した。そして、第91話「クリンゴンの苦境」と第92話「優生クリンゴン」では、クリンゴン人による破壊工作のためワープ5以下にまで速度を落とせなくなり、やむなくワープ5.2（光速の140倍）で航行する。インパルスエンジンは24世紀のものと差はなく、フルインパルス速度は光速の0.25倍である。
武装に関しては、弾頭兵器の空間魚雷と素粒子ビーム兵器のフェイズ砲を装備している。これらは航路上のデブリの排斥には充分な威力ではあるが、地球より技術の進んだクリンゴン帝国やズィンディらとの交戦には明らかに力不足であった。そのため、就役3年目に危険なデルフィック領域へ赴く際、新兵器である反物質弾頭の光子性魚雷（吹き替えでは「光子魚雷」）を搭載した。ただし驚くべきことに当艦は宇宙艦隊最初期の宇宙艦であるにも関わらず、転送装置を搭載していた。当時、転送技術はかなり高度で、防御シールド技術を持つアンドリア人をはじめとした多くの異星人は所持していなかった。アーチャー船長は転送装置のアドバンテージを活かして、数々の戦術において優位な戦況を作り上げた。ただし24世紀の転送技術ほど完成されたものではないため、人間を転送するのはやむを得ない場合のみで、惑星上陸やランデブーした他の宇宙艦へ移動する際はシャトルポッドを使用していた。なおこの当時のシャトルは非常に小型で2～3名しか搭乗できず、かつワープ推進能力はない。また24世紀の宇宙艦隊所属艦では当たり前のように可能であった数百人の同時転送、サイト・トゥ・サイト転送（転送機を直接経由しない転送）、動くシャトルをまるごと転送収容する動点ロック・大質量転送といった技術はない。

### デザイン
デザインはダグ・ドレクスラー、CGIはファウンデーション・イメージング社による。最大の特徴は第2船体がないことであり、第1船体から紡錘形の構造物が二本左右並列に伸び、その後端から左右を繋ぐ構造物とワープナセルを支えるパイロンへと続く、後世においては簡略タイプとされるデザインで、24世紀のアキラ級宇宙艦に酷似している。そのため、第1船体の大きさが初代エンタープライズとほぼ同じであるにもかかわらず小さな船に見える。ワープナセルは正円筒形で初代エンタープライズのそれに近い形状をしているが、22世紀の未成熟な技術を表現するかのようにワープナセルにはワープフィールドグリルがなく、内部のワープコイルが剥き出しである。デフレクター盤は第1船体の先端にあり、青色に発光する長方形の切欠きにパラボラアンテナ型の皿が設置されている。
第5シーズン開始時に改装して第2船体を追加し、後の初代エンタープライズに近い見た目になる計画があり、実際にデザインもなされていたが、番組が第4シーズンで打ち切られたため実現せず、後にカレンダー等の媒体で公開された。『スタートレック:ピカード』第3シーズンの宇宙艦隊ミュージアムに展示されている当艦も、この改装後のデザインとなっている。

## U.S.S.エンタープライズ NCC-1701

### 来歴
劇中年代順に、『スタートレック:ストレンジ・ニュー・ワールド』、『宇宙大作戦』、『まんが宇宙大作戦』、および劇場版第1作から劇場版第3作の主役艦。シリーズにおける「初代エンタープライズ」である。23世紀中期における最新鋭のコンスティテューション級宇宙艦として、ロバート・エイプリル船長、クリストファー・パイク船長の指揮を経て、ジェームズ・T・カーク船長の指揮の下、ファイブイヤー・ミッションと呼ばれる5年間に及ぶ深宇宙探査任務を行う。
『スタートレック』シリーズを象徴する宇宙艦であるため、『宇宙大作戦』以降の作品に登場する機会も多い。『新スタートレック』第130話「エンタープライズの面影」では、墜落したU.S.S.ジェノーランの転送機の中から80年ぶりに救出された当艦の機関主任のモンゴメリー・スコット大佐が、D型艦のホロデッキで当艦のブリッジを再現し、ジャン＝リュック・ピカード艦長とアルデバランウイスキーを飲みながら語り合う。『スタートレック:ディープ・スペース・ナイン』第104話「伝説の時空へ」では、U.S.S.ディファイアントがタイムトラベルによって当艦と遭遇し、ベンジャミン・シスコ艦長らがカーク船長を暗殺の危機から救うため奔走する。『スタートレック:エンタープライズ』最終話「最後のフロンティア」では、D型艦、NX-01とともに最後の締めくくりのワンカットに登場する。『スタートレック:ディスカバリー』第2シーズンではパイク船長時代の当艦が登場し、マイケル・バーナム中佐らU.S.S.ディスカバリーと共闘、ディスカバリーの一件の後日譚として、パイク船長を主人公とする『スタートレック:ストレンジ・ニュー・ワールド』がシリーズ化する。
なお、『スタートレック:エンタープライズ』第95話「暗黒の地球帝国（後編）」にてワンカットだけ映るディスプレイには、当艦が惑星連邦設立後初めて「エンタープライズ」と名付けられた宇宙艦であること、2245年の命名式に先代のNX-01で船長を務めたアーチャー提督が出席したこと、アーチャー提督がその翌日にニューヨーク北部の自宅にて他界したことなどが記載されているが、作中では後半の記載がディスプレイから見切れているため公式設定とされているかは不明。

#### エイプリル船長時代
エイプリル船長は元々『宇宙大作戦』草稿段階における船長であり、作中では当艦のコンポーネント構造の建造を監督し、その後の処女航海と初期の任務で当艦を指揮したと設定されているが、エイプリル船長時代が本編で直接描かれたことはない。
『まんが宇宙大作戦』第22話「逆流する時間」では、75歳となったエイプリル准将が引退の式典会場に行くため、古巣である当艦に乗船する。道中遭遇した時間逆行現象でカーク船長ら若い現役クルーが子供に戻ってしまう中、逆に全盛期の状態となった彼は船長席に座り船を破滅から救う。
『スタートレック:ストレンジ・ニュー・ワールド』ではロバート・エイプリル提督が登場。白人男性だった『まんが宇宙大作戦』とは全く風貌が異なり、大柄な黒人男性となっている。現役のパイク船長の上官であり友人でもある様子がうかがえる。第12話「苦難を乗り越え、星へ」では当艦の船長だったことが明言され、パイク船長、カーク船長に通ずる行動派船長であった経歴が語られた。

#### パイク船長時代
- 『宇宙大作戦』第1パイロット版「歪んだ楽園」
- 『スタートレック:ディスカバリー』第2シーズン
- 『スタートレック:ストレンジ・ニュー・ワールド』

パイク船長は『宇宙大作戦』第1パイロット版「歪んだ楽園」における船長で、行動力とリーダーシップに優れた人物。「歪んだ楽園」はパイク船長役のジェフリー・ハンターの降板によりお蔵入りとなったが、「歪んだ楽園」の映像は第11・12話「タロス星の幻怪人（前後編）」にて過去の記録映像という形で使用され、パイク船長はウィリアム・シャトナー演じるカーク船長の前任の船長という設定になった。両話ではパイク船長時代にタロス4号星で起こった事件の顛末が描かれている。
『スタートレック:ディスカバリー』第2シーズンでは、「歪んだ楽園」から3年後の2257年時点の当艦が登場する。第16話「義弟」において、原因不明の機能不全を起こした当艦は救助に訪れたU.S.S.ディスカバリーとランデブーし、オーバーホールを行う間、パイク船長含む一部のクルーが一時的にU.S.S.ディスカバリーに転属することになる。なお、後にカーク船長の下で副長として活躍するスポックは科学士官としてパイク船長に11年仕えた経歴があるが、このときは籍こそ当艦に置くものの行方不明になっており、彼の捜索もまたU.S.S.ディスカバリーの目的のひとつとなる。オーバーホールを終えた当艦は再度U.S.S.ディスカバリーとランデブーし、セクション31を乗っ取った人工知能「コントロール」の艦隊と激しい戦闘を行う。
『スタートレック:ストレンジ・ニュー・ワールド』では、『スタートレック:ディスカバリー』第2シーズンの後日譚として、パイク船長の指揮下で深宇宙探査任務を行なう。クルーにはTOSにも登場するジェームズ・Ｔ・カーク船長の兄ジョージ・サミュエル・カーク大尉や、士官候補生時代の通信士官ウフーラ（第2シーズンから少尉）、科学士官のスポック大尉、クリスティン・チャペル看護師、シーズン3からは機関士のモンゴメリー・スコット中尉らが乗船している。また後の船長ジェームズ・T・カーク大尉も何度かゲスト登場する。

#### カーク船長時代
- 『宇宙大作戦』
- 『まんが宇宙大作戦』

ジェフリー・ハンターの降板により、ウィリアム・シャトナー演じるカーク船長が『宇宙大作戦』、『まんが宇宙大作戦』の主人公となる。カーク船長とスポック副長の指揮下で5年間に及ぶ深宇宙探査任務「ファイブイヤー・ミッション」を行なう。その間、70以上もの未踏の地を訪問し、20以上の文明とのファーストコンタクトを行う。カーク船長の無数の冒険譚は後世の宇宙艦隊士官の誰もが知る伝説となる。
『スタートレック:ストレンジ・ニュー・ワールド』第10話「情けの価値」には、『宇宙大作戦』第1シーズン時点で当艦ではなくU.S.S.ファラガットの船長になっている時間軸のカーク船長が登場する。行動力と機転に富む若い指揮官として描かれ、元の時間軸に戻ったパイク船長は彼を自身の後任候補として気に留めるようになる。第13話「明日、明日、そして明日」では未来の時間調査局による時間移動の影響で変更された時間軸にて、時期を繰り上げてのエンタープライズ船長として登場。保安主任ラアン・ヌニエン・シン大尉とともに正しい時間軸を取り戻すために21世紀の地球へ向かう。第16話「ロスト・イン・トランスレーション」ではU.S.S.ファラガットとの共同任務にてカーク大尉が当艦に初乗船し、その際、数カ月以内のU.S.S.ファラガット副長への昇進が内定されていることが明かされる。第19話「亜空間ラプソディ」にも副長職の研修として当艦に乗船、26話「自分の尾を食べたセレット」ではU.S.S.ファラガット臨時船長としてスポック大尉らとともにエンタープライズを救助するなど、カーク船長はパイク船長の後任に突然選ばれたわけではなく、エンタープライズとそのクルー達にもともと縁があった様子が描かれている。
『スタートレック：ローワーデッキ』では、24世紀後期の一部の宇宙艦隊士官らはパイク船長やカーク船長らの時代を「TOS(Those Old Scientists/とっても大昔のサイエンティスト)時代」と呼んでおり、探索の黄金時代であったと憧れを抱いている。

#### デッカー艦長時代
- 劇場版第1作

劇場版第1作では、ウィラード・デッカー艦長とモンゴメリー・スコット機関主任の監督の下、18ヶ月に及ぶ大規模な改装作業を経て新たな姿に生まれ変わる。改装後はそのままデッカー艦長が指揮する予定であったが、地球に急速接近している危険な巨大物体に対処するため経験豊富なカーク提督が呼び戻されることとなり、デッカー大佐の指揮は実現しなかった。なお彼は『宇宙大作戦』第35話「宇宙の巨大怪獣」に登場したU.S.S.コンステレーションのマット・デッカー船長の息子という設定。

#### スポック艦長時代
- 劇場版第2作
- 劇場版第3作

劇場版第2作『スタートレックII カーンの逆襲』ではスポック艦長の指揮の下、宇宙艦隊アカデミーの訓練艦として就役している。クルーのほとんどが士官候補生という人員練度が不十分な中、カーク提督に恨みを持つカーン・ヌニエン・シン率いる優勢人類らと交戦、スポック艦長が殉職する。劇場版第3作『スタートレックIII ミスター・スポックを探せ!』では損傷を修理せず廃艦が決定されるが、カーク提督らによって宇宙基地から盗み出され、スポックの遺体がある惑星ジェネシスへ向かう。惑星ジェネシス軌道上ではクリンゴン艦のバード・オブ・プレイの襲撃を受けさらに著しく損傷し、クリンゴン艦クルーを艦内におびき寄せた上で自爆喪失する。

### 性能
技術分野に関しては、当艦はワープ機関の性能を向上させるため、ワープコア内にダイリチウム結晶を高度に利用しはじめた初期の宇宙艦であり、先代のNX-01とは比較にならない高速ワープを実現している。巡航速度はワープ6、緊急時にはワープ8～9で航行する。異星人や未知の存在により過度な速度を出させられた場面ではワープ10～12といったスピードを強いられたが、いずれも短時間で、かつカーク船長やスコット機関主任は「この船はこんな速度で航行するようにはできていない」と言っている。『宇宙大作戦』第72話「無人惑星の謎」では、異星人の破壊工作によるエンジンオーバーロードで当艦はどんどん加速していき、スコット機関主任の命がけの修理でなんとか停止させられたが、その時の最終的な到達速度はワープ14.1、船体は爆発寸前であった。
武装は殺傷力の強い素粒子ビーム兵器のフェイザー砲（タイプ5フェイザー）、『宇宙大作戦』第2シーズンからは反物質弾頭の光子魚雷も登場する。フェイザーは『新スタートレック』以降のオレンジ色のビームと異なり、2本の青白いビームを撃つのが特徴である。その他、船体を外部攻撃等から守る防御シールド（吹き替えでは「電磁スクリーン」）、他船を牽引するトラクタービーム、惑星上陸を非常に安易に行える転送装置、クルーの携帯分析機トリコーダーなど、後の作品にも見られる『スタートレック』科学の原型がこの時点で完成されている。なお、パイク船長時代のビーム兵器はフェイザーではなくレーザー（パイロット版で設定が詰められていなかった）であり、『スタートレック:ディスカバリー』では2本の青白いビームのことを「強化型フェイザー」と呼称していた。
また、作中にその場面はないが、『宇宙大作戦』第34話「死のパラダイス」において第1船体を分離することが可能であると言及されている。ただし、後のD型艦のように自力で合体復元することはできない。劇場版第1作には第1船体分離場面のコンテがあったものの、実際の作中にその場面は登場しなかった。このコンテに似た場面は劇場版第13作『劇場版第13作』のケルヴィン・タイムライン版初代エンタープライズで見ることができる。

### デザイン
当艦は再登場でデザインがリファインされることが多く、合計3種類ものデザインがある。

#### 『宇宙大作戦』版

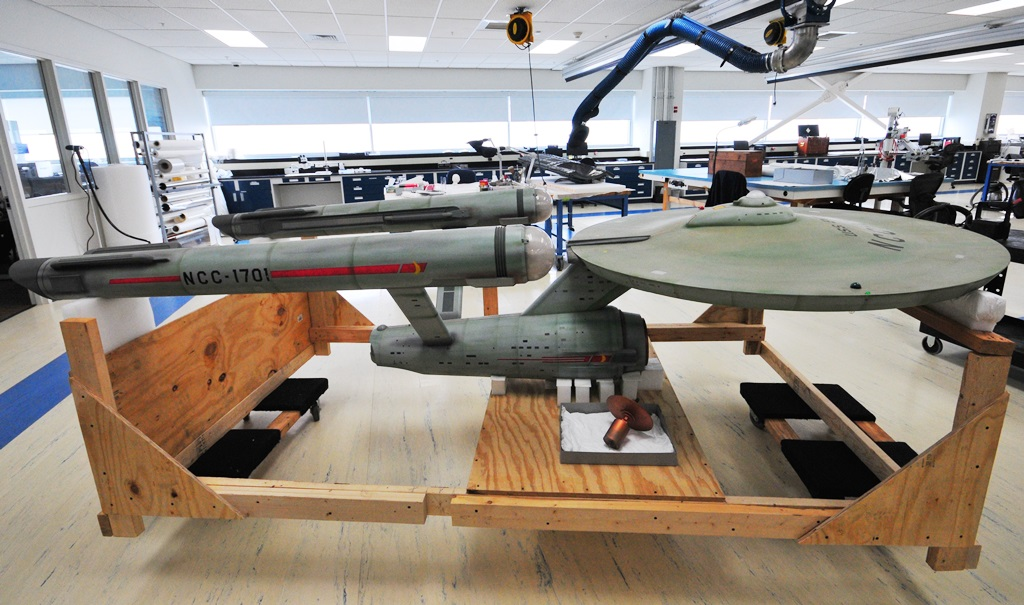
スミソニアン協会に寄贈された11フィートモデル（レストア作業時の写真）

『宇宙大作戦』に登場した改装前のデザインはマット・ジェフリーズによる。ジェフリーズは「円盤」と「ロケット」という、宇宙船のデザインにおいていかにもありきたりで多くのデザイナーが忌避するものを合体させ、今日でも斬新さを感じさせるまったく新しいデザインを生み出した。円盤形の第1船体と紡錘形の第2船体を板状の「ドーサルネック」で繋ぎ、第2船体の後部から左右に広がる2本の翼のようなパイロンの先端にそれぞれ円柱形の「ワープナセル」がついた形状をしている。円柱のデッサン要素のみで構成されたこのシンプルなデザインは、非常に印象に残りやすい秀逸なデザインで、初代エンタープライズを描けないアメリカ人の子供はいないとまで言われたほどである。このデザインは後の作品に登場する宇宙艦にもアレンジを加えつつ継承され、『スタートレック』に登場するすべての宇宙艦隊所属艦の基本形となっている。改装前の当艦は円柱要素のみで構成されつつも、全体的に滑らかで曲線を帯びた女性的な姿をしている。なお、『宇宙大作戦』のパイロット版においてはワープナセル船尾部がボール状ではなく噴射口状の無数の穴があいているなど細部のデザインが微妙に異なる。
撮影用模型はリチャード・C・デイティンにより近接撮影用の11フィートモデル、通常の3フィートモデル、遠景撮影用の4インチモデルが制作された。改装前の当艦には後の作品に登場する艦で特徴となっているワープナセルとデフレクター盤の青い発光はまだ見られないが、視覚的にパワーを感じさせるものとして、11フィートモデルにはワープナセル先端のバサードラムスクープ内部に回転しながら赤く発光するギミックが仕込まれているほか、航行灯（航空機や船舶と同様に点滅する赤と緑の光）がこの時点ですでに付けられている。当時の撮影用模型はFRP製ではなく、サトウマツ材でできていた。11フィートモデルは1974年にスミソニアン協会に寄贈され、現在は国立航空宇宙博物館に常設展示されている。一方、3フィートモデルは原作者であるジーン・ロッデンベリーの個人所有となっていたが、1970年代に貸し出された際に行方不明となっていた。2023年10月、eBayのオークションに出品されたことから所在が発覚、真贋鑑定を経て遺族の元に返還された。
『スタートレック:ディープスペース・ナイン』第104話「伝説の時空へ」の再登場ではFRP製の撮影用模型がK-7宇宙基地とともに新たに作成され、『スタートレック:エンタープライズ』最終話「最後のフロンティア」の再登場やデジタルリマスター版『宇宙大作戦』ではCGIが用いられるようになった。

#### 劇場版
劇場版第1作から劇場版第3作に登場した改装後のデザインはジェフリーズが手掛けた『スタートレック:フェイズII』のためのデザインを元に、アンドリュー・プロバートの手を得て完成した。改装後の当艦は直線を多用した精悍で男性的な姿をしており、女性的だった改装前の当艦とは対照的である。清潔感のある細部まで均整のとれたディティールと白い船体、青く発光する埋め込み式のディフレクター盤、赤く発光するインパルスエンジン、ワープナセルの青い発光など、24世紀以降の宇宙艦隊所属艦のデザインの原型ともいえる要素が詰め込まれており、歴代エンタープライズの中でも人気の高い宇宙艦である。
撮影用模型は8フィートモデルが制作された。マジキャム社が当初手掛けたが、納期超過と予算オーバーで解雇され、最終的にはダグラス・トランブルがパネルラインを思わせる塗装、電飾の追加などの改修をして完成した。当初の撮影用模型には金属を思わせるパール塗装が施されていたが、強い照明を当てるとブルーバックの青色が表面に写り込むことが分かり、トランブルは少ない照明で撮影しても宇宙艦が目立つよう「宇宙艦自らが船体に書かれた艦名や登録番号を照らす」というアイデアを考案した。この艦名や登録番号のライトアップは画面効果が非常に高く、以降の作品に登場する宇宙艦にも踏襲されている。なお、パール塗装は後に灰色に塗り直され、強い照明を当てた撮影も行われるようになったため、劇場版第1作とそれ以降の作品では映像から受ける印象が異なる。劇場版第1作のディレクターズ・エディション版では、一部の場面にファウンデーション・イメージング社が手掛けたCGIも用いられている。

#### 『スタートレック:ディスカバリー』版
『スタートレック:ディスカバリー』、『スタートレック:ストレンジ・ニュー・ワールド』に登場するデザインはE型艦とU.S.S.ディスカバリーをデザインしたジョン・イーブスによる。『宇宙大作戦』版のデザインをリスペクトしつつ、大幅にディテールアップが施され、全長も442mとかなり大きい。ドーサルネックがやや短めにとられ第1船体が前傾姿勢となったほか、ワープナセルの内側には青く発光するワープフィールドグリルが追加されバサードラムスクープも大きくなり（デフレクター盤とほぼ同じサイズ）、パワーとスピードを強調したデザインとなった。噴射口状のワープナセル船尾部や後退翼状のパイロンは、『宇宙大作戦』のパイロット版や劇場版のデザインを踏襲している。イーブスによれば「NX-01からひきつがれB型艦に続くデザイン」を意識したとされ、第1船体背面からインパルスエンジンにかかるデザインなどはB型艦を踏襲している。ブリッジや通路、個室など船内のセットも、『宇宙大作戦』版のデザインを踏襲して、楽天的な未来感と清潔感のある白をベースに濃いオレンジ色を差し色としたものにリファインされている。『スタートレック:ストレンジ・ニュー・ワールド』ではさらにアレンジが加えられ、円盤部船首側半円の切り抜き状の船窓、デフレクター盤を背面から照らすライトアップなどが追加された。船内セットもやや無骨だったものからよりやわらかで丸みを帯びたものへと更新された。
『スタートレック:ピカード』第2話「暗躍」では宇宙艦隊司令部エントランスに展示されているホログラムとしてギャラクシー級とともにこのデザインが登場している。『スタートレック:ショートトレック』第8話「Ephraim and Dot（原題）」でも同じデザインで登場しているが、カーク船長時代の当艦としての登場であるにもかかわらず、『宇宙大作戦』におけるデザインと異なる理由については説明されていない。

## U.S.S.エンタープライズ NCC-1701-A

### 来歴
劇場版第5作『スタートレックV 新たなる未知へ』と劇場版第6作『スタートレックVI 未知の世界』の主役艦。劇場版第3作において惑星ジェネシス軌道上で自爆喪失した初代エンタープライズに代わり、劇場版第4作において大佐に降格となったジェームズ・T・カーク提督に宇宙艦隊が与えた新たな宇宙艦。新造艦ではなく、宇宙基地にてクジラ探査船によるダメージを修理中だった同型艦のU.S.S.ヨークタウンの艦名と登録番号を書き換える形で、初代エンタープライズの艦籍が引き継がれた。この際、喪失した船と区別するために登録番号"NCC-1701"の末尾に"-A"が付け加えられ、これ以後エンタープライズは船体更新の際に登録番号全体ではなく末尾のアルファベットのみが更新されていく特例的な伝統が生まれた。なお、「ヨークタウン」は『宇宙大作戦』草稿段階における主役艦の艦名でもある。
当艦は3名の大佐が正規の乗務員として乗り込む珍しい宇宙艦であるが、カーク大佐が艦長、スポック大佐が副長、モンゴメリー・スコット大佐が機関主任を担当する。
劇場版第5作では不毛の惑星ニンバス3号星へ惑星連邦・クリンゴン・ロミュラン大使の救出任務を受ける。外交上難しい問題であるため、経験豊富なカーク艦長に白羽の矢が立つものの、カークを含めクルーは全員休暇中、さらに船はまったくの整備不足という悪条件の中で発進することになる。
劇場版第6作ではプラクシス（クロノス星の衛星）の爆発によって滅亡の窮地に陥ったクリンゴン帝国と惑星連邦とが和平条約を締結する上で、クリンゴン帝国のゴルコン宰相を地球までエスコートをする任務を受ける。しかしながら、惑星連邦にもクリンゴン帝国にも長年の対立による影響から同盟に否定的な者達が少なからずおり、カーク艦長もまた自分の息子をクリンゴン人に殺害された経緯から明確に同盟否定派であった。不穏な空気の中で宇宙基地を出港した当艦はクリンゴン艦とランデブーし、ギスギスとした会食を済ませる。しかしその直後、無防備なクリンゴン艦に出所不明の光子魚雷が命中、クリンゴン艦は機能停止しその最中にゴルコン宰相が暗殺されてしまう。カーク艦長とレナード・マッコイ船医は暗殺の容疑者としてクリンゴンに逮捕され、流刑惑星ルラ・ペンテへ移送される。過酷な鉱山から自力で脱出したカーク艦長とマッコイ船医は、スポック副長ら残った当艦のクルー、U.S.S.エクセルシオールのヒカル・スールー艦長と合流。カーク艦長は自身の偏見を乗り越え、同盟阻止を企む過激派の陰謀を阻止し、クリンゴン帝国との長い和平のきっかけとなる重要な役割を果たした。
『スタートレック:ピカード』では、2401年時点のエイサン・プライム軌道上の宇宙艦隊ミュージアムにU.S.S.ディファイアント NX-74205やU.S.S.ヴォイジャー NCC-74656等とともに展示されているのが確認でき、「カークのエンタープライズ」の愛称で人気を博している。

### 性能
初代エンタープライズは老朽化が目立ち、士官候補生の訓練艦を経た上に退役を言い渡されていたが、当艦は改装型コンスティテューション級宇宙艦ではあるものの、ワープコアやコンピュータ、内装等が新型に換装された後期型で（『新スタートレック』のD型艦の機関室、転送室などのセットが流用されたことが影響している）、コンスティテューションII級と表記されることもある。ただし劇場版第5作では、クジラ探査船によるダメージのためか十分に性能を発揮できず、スコット機関主任は「この船は猿が作ったのか」と不満を口にする。劇場版第6作では完璧に整備がなされ、当時の惑星連邦の新鋭艦であるU.S.S.エクセルシオール NCC-2000と肩を並べる活躍をする。

### デザイン
デザインは改装後の初代エンタープライズとほぼ同じ。撮影用模型も再塗装したものが用いられているが、部品の欠損や修理の関係で、一部のデザインが変更されている。劇場版第6作では、『宇宙大作戦』のスタッフに敬意を表す形で、改装前の初代エンタープライズと同じ幾何学模様が第2船体の底部に付け加えられた。
また、当艦から宇宙艦隊所属艦内装の操作器機類がボタンスイッチ形式から、アクリルガラス張りのタッチパネル形式となる。これは美術担当のマイケル・オクダの考案によるもので、制作費用が抑えられる上にビジュアルが未来的であることから、『新スタートレック』以降の作品では種族を問わず内装美術のスタンダードとなる。これらは俗に「オクダグラム」と呼ばれている。23世紀の連邦のオクダグラムはブルーとグリーンを基調にした角丸四角形が機能的に並べられた形式となっている。

## U.S.S.エンタープライズ NCC-1701-B

### 来歴
劇場版第7作の冒頭に登場。小さめの第1船体に長大なワープナセルというスレンダーなシルエットが特徴のエクセルシオール級宇宙艦の5番艦である。艦長はジョン・ハリマン大佐、操舵士は初代エンタープライズの操舵士であるヒカル・スールー大佐の娘、デモラ・スールー少尉が務めている。映像作品としての登場順としては、C型艦が『新スタートレック』第63話「亡霊戦艦エンタープライズ"C"」にてすでに登場していたが、当艦は設定のみの存在で未登場であった。劇場版での登場は、いわばミッシングリンクを埋める形となった。
2293年、当艦は先代のA型艦で艦長を務めたジェームズ・T・カーク大佐、機関主任のモンゴメリー・スコット大佐、航海士のパヴェル・チェコフ中佐ほか各種メディアを招いて出港式と冥王星までの遊覧処女航海を行う。しかしその道中、当艦は輸送船ラクール号からの緊急救難信号を受信、救助に向かうと輸送船を飲み込み破壊しようとする謎のエネルギーリボンに遭遇する。正式就役前の当艦はトラクタービームや光子魚雷を搭載しておらず、クルーの数も不十分な状態であった。しかし、転送可能域まで接近し、エネルギーリボンに巻き込まれながらもエル・オーリア人の難民を47名救助することに成功。さらに、デフレクター盤を改造し光子魚雷の爆発に近い性質のビームを発射することで、エネルギーリボンからの脱出をも成功させることができた。しかしながら、エネルギーリボンから脱出する際に第2船体の外部隔壁が裂け、デフレクター制御室にいたカーク大佐が殉職してしまうという、不名誉な経歴を残してしまうこととなった。その後、退役までの間に142もの星系の探索と星図の作成を行い、さらに17の文明とのファーストコンタクトを成し遂げたとされている。

### 性能
当艦は通常のエクセルシオール級宇宙艦ではなく、第2船体のバルジやインパルスエンジン、バサードラムスクープなどが増設された、俗に「強化型エクセルシオール級」と呼ばれる数少ないタイプの宇宙艦である。大のエクセルシオール嫌いとして知られるモンゴメリー・スコット大佐も、このB型艦はすばらしいと述べている。強化型エクセルシオール級宇宙艦を目にする機会はあまりないが、『スタートレック:ディープ・スペース・ナイン』第83・84話「地球戒厳令（前後編）」に登場するU.S.S.ラコタがそれにあたる。

### デザイン
エクセルシオール級宇宙艦であるB型艦は歴代エンタープライズの中で唯一「エンタープライズとしてデザインされた宇宙艦」ではないものの、マイナーチェンジがされた強化型エクセルシオール級宇宙艦となっている（エクセルシオール級のデザインコンセプト自体は「有能だが杓子定規な日本人がエンタープライズを設計したらどうなるか」というものである）。なお、『新スタートレック』放映当時からB型艦はエクセルシオール級宇宙艦であるという設定は存在しており、D型艦の会議室にある歴代エンタープライズを記念したレリーフにエクセルシオール級のものを見ることができる。ただし、このレリーフは強化型ではなく標準型である。
強化型エクセルシオール級宇宙艦はビル・ジョージが手掛けたU.S.S.エクセルシオールを元に、ジョン・イーブスとハーマン・ジマーマンの手を経て完成した。撮影用模型はILM社が手掛けたU.S.S.エクセルシオールの撮影用模型を改造したものである。一部の場面にILM社が手掛けたCGIも用いられている。劇場版第7作にはエネルギーリボンによって第2船体に亀裂が入る場面があるが、第2船体に張り出したバルジ部分を設けることで、亀裂を入れてもU.S.S.エクセルシオールの撮影用模型が無傷で残るように工夫されていた。ところが、バルジ部分の接着に用いた接着剤があまりに強力で、剥がそうとするとU.S.S.エクセルシオールの撮影用模型も損傷することが明らかとなり、結局原状復帰はされなかった。そのため、後の作品に登場する強化型でないエクセルシオール級宇宙艦は、すべて新造された撮影用模型かCGIである。

## U.S.S.エンタープライズ NCC-1701-C

### 来歴
『新スタートレック』第63話「亡霊戦艦エンタープライズ"C"」に登場。歴代エンタープライズで初の女性艦長となるレイチェル・ギャレット大佐の指揮の下就役したアンバサダー級宇宙艦の3番艦である。デッキ数36、乗員数530名と、同型艦のU.S.S.アデルファイ NCC-26849らと並び、2330年代当時の最大規模の宇宙艦であった。ギャレット艦長は33歳の若さで当艦の艦長に就任し、12年間指揮を執った。
2344年、当艦はロミュラン帝国とクリンゴン帝国の紛争において、ナレンドラ3号星のクリンゴンのコロニーが4隻のロミュラン艦の襲撃を受けた際にたった1隻で救援に向かうが、奮闘もむなしくロミュラン艦に撃沈されてしまう。名誉を重んじる誇り高きクリンゴン帝国は当艦の犠牲を知り、惑星連邦を勇気ある「名誉ある者」として信頼するようになり、逆に防衛手段を持たないコロニーを襲撃したロミュラン帝国を卑怯な「恥ずべき者」とし憎むようになる。この一件はクリンゴン帝国と惑星連邦の友好関係を決定的なものとし、同時にクリンゴン帝国とロミュラン帝国の決裂をも決定的なものとした。
実はこの際、ロミュラン艦との激しい交戦によって時空の裂け目ができており、著しい損傷を受けた当艦が時空の裂け目に逃げ込んだ結果、22年後の2366年に時空移動、次世代のD型艦に遭遇してしまうという異常事態が発生した。さらに当艦の消失によって世界線が変わり、惑星連邦はクリンゴン帝国と同盟関係どころか戦争状態に至り、加えて400億人もの死者を出し敗戦寸前という悲惨な状況になってしまっていた。D型艦に乗艦するエル・オーリア人（超時空的な感性を持つ長命種族）のガイナンは、C型艦が出現した瞬間からマンデラ効果による激しい違和感を覚え、ジャン＝リュック・ピカード艦長にC型艦を時空の裂け目に戻すべきだと強く説得する。ギャレット艦長と生き残った当艦の125名のクルーもまた、様変わりした惑星連邦の惨状に事態を重く受け止める。そして元の時代に戻れば自分たちが生き残れる可能性がゼロであることを知りながら、勇敢にも自ら時空の裂け目を通って元の時代に戻っていった。これにより世界線は元に戻り、惑星連邦とクリンゴン帝国は同盟関係と平和を維持するのである。
なおこの時の異常な世界線ではD型艦にクリンゴン人クルーのウォーフ大尉がいない代わりに、第23話「悲しみの星に消えたターシャ」で殉職した戦術主任ターシャ・ヤー大尉が生存していた。正しい世界線では自分がすでにこの世にいない存在であることを知ったヤー大尉は、当艦への転属を希望し、二度と戻れない死地であることを承知で22年前の世界に移動する。後日談として、第100・101話「クリンゴン帝国の危機（前後編）」ではヤー大尉と同じデニーズ・クロスビー演じるロミュラン人のシーラ司令官が登場し、自身がヤー大尉の娘であると告げる。ピカード艦長はその際、C型艦に乗艦していたヤー大尉がロミュラン帝国の捕虜にされた後に将校に見初められシーラを生み、その後逃亡しようとして命を落としたことを知る。

#### レイチェル・ギャレット艦長について
『スタートレック：ピカード』21話ではC型艦のレイチェル・ギャレット艦長の像が宇宙艦隊募集センターに建造され、フロンティア・デーにて除幕式を行う予定があったが、不幸にも可変種らによるテロリストの標的となってしまった。また『スタートレック：セクション31』にてレイチェル・ギャレット大尉が登場するが、舞台となる2260年ごろに25～30歳に描かれているため、C型艦の艦長かは不明。

### 性能
2280年代に研究されていたトランスワープ実験の成果から、数多くのワープ新技術が取り込まれている。この時期からワープファクターが見直され、当艦は新基準のワープ8.4の速度を維持できる能力を有している。武装のタイプ9フェイザーは、発射装置がレール状に敷かれた「フェイザーアレイ」となり、射撃角度の死角がほぼ皆無となった。ドーサルネックと船腹のフェイザーバンクはB型艦のタイプ7フェイザーを再設置している。コンピュータシステムは23世紀のデュオトロニクスコンピュータから、超光速演算が可能なアイソリニアオプティカルコンピュータとなり、24世紀初期の最先端技術が詰め込まれている（ただしはOSはLCARSではなく、23世紀からのものを引き続き使用している）。また機動性が高く、同時代のロミュラン艦のそれより優れている。

### デザイン
デザインはアンドリュー・プロバートが手掛けたコンセプト画を元に、リック・スターンバックの手を得て完成した。『新スタートレック』放映当時からB型艦はエクセルシオール級宇宙艦であるという設定は存在したため、プロバートのコンセプト画はエクセルシオール級宇宙艦のような第2船体にD型艦のようなデフレクター盤を備えた両者の中間的なデザインであり、D型艦の会議室にある歴代エンタープライズを記念したレリーフもこのデザインであった。しかし、C型艦を実際に作中に登場させるにあたり、当該話の撮影スケジュールが逼迫していたことからスターンバックの手によってデザインが簡略化され、第2船体はアーモンドのような複雑な形状から初代エンタープライズのような円筒形状に改められた。撮影用模型はグレッグ・ジーンにより4フィートモデルが制作され、船体表面には最初からダメージ塗装が施されている。
全体的なフォルムは大きめにとられた正円型の第1船体にコンパクトなワープナセルという、24世紀中期の宇宙艦隊所属艦の最もスタンダードな形となっている。ただしD型艦のギャラクシー級宇宙艦と遠目で区別がつきにくいことから、アンバサダー級宇宙艦が画面に登場する機会は少ない。また作中でもアンバサダー級宇宙艦は、エクセルシオール級宇宙艦に比べて汎用性に欠け、さらにアキラ級、ディファイアント級、セイバー級、ノルウェー級宇宙艦などの新造艦が多く就役したなどの理由により、置き換え予定であったはずのエクセルシオール級宇宙艦よりも早く退役してしまうという不遇な設定が追加されることになった。

## U.S.S.エンタープライズ NCC-1701-D

### 来歴
『新スタートレック』および劇場版第7作の主役艦。宇宙艦隊の旗艦として設計された当時最新鋭のギャラクシー級宇宙艦の3番艦として就役した。『新スタートレック』以外では『スタートレック:ディープ・スペース・ナイン』第1話「聖なる神殿の謎」、『スタートレック:エンタープライズ』最終話「最後のフロンティア」、『スタートレック:ピカード』第1話「記憶」・第29話「声」・最終話「ラスト・ジェネレーション」にも登場している。歴代エンタープライズの中では映像登場時間がもっとも長い。
ジャン＝リュック・ピカード大佐の指揮の下に就役した当艦は7年間にわたる任務において、『スタートレック』の作品世界を広げる数々の活躍を成した。『新スタートレック』第1話「未知への飛翔」における神のごとく全能の種族Q連続体との遭遇を発端とし、『宇宙大作戦』からおなじみのクリンゴン人やロミュラン人と惑星連邦の関わり、フェレンギ人やカーデシア人などの初登場の種族とのやりとり、ボーグ集合体との遭遇やその地球侵略の阻止など、当艦の活躍は新しいファンの獲得を成し遂げた。なお艦内セットの内装がシーズンを追うごとに変更され、劇場版第7作ではブリッジ両翼にコンソールステーションが追加されかなり広くなったが、これは技術の進歩に応じて改装を繰り返しているためとされている。ギャラクシー級宇宙艦は幅広い改造の余地を残した空白スペースをわざと残しているという設定もあり、オーバーホールを重ねるごとに性能が更新されていく様子が見られる。

#### 撃沈と修復
2371年（劇場版第7作）では、ヴェリディアン3号星の軌道上で、クリンゴン帝国のデュラス家のルーサとベトール姉妹が指揮する戦闘艦バード・オブ・プレイと交戦。防御シールドの周波数の情報が漏洩したため、当艦は敵艦の光子魚雷やディスラプターの直撃を受け続ける。辛くも敵艦を撃退したものの、第2船体に集中攻撃を受けたためワープコアに修復不能な損傷を受け、第2船体は爆発四散する。直前に緊急分離した第1船体は、第2船体の爆発衝撃波に巻き込まれて操舵不能になり、ヴェリディアン3号星の大気圏に突入して地表の森林地帯に不時着した。人的被害は最小限であったが艦はそのまま廃艦となり、結果として歴代エンタープライズの中では映像登場時間が最も長い艦であるにもかかわらず、運用期間は最も短命（8年間）なエンタープライズとなった。
2401年、『スタートレック:ピカード』第29話「声」にて、第1船体が艦隊の誓いに基づきヴェリディアン3号星から回収され、エイサン・プライムの宇宙艦隊ミュージアム館長に就任したジョーディ・ラ＝フォージ准将が20年かけて修復、「いずれサプライズに」とミュージアムの格納庫に保存していたことが明かされる。喪失した第2船体の修復にはU.S.S.シラキュースのものが用いられ、本来のギャラクシー級宇宙艦の姿が復元していたものの、第1船体にはヴェリディアン3号星に大気圏突入した際の焦げ跡が残存するなど完璧に整備がされた状態ではなかった。しかしながらボーグに支配された宇宙艦隊の編隊システムが未導入であるがために唯一自由航行可能な艦として、フロンティア・デー250周年式典のために地球に集結していた宇宙艦隊と惑星連邦に迫る危機を打開するべくジャン＝リュック・ピカード提督らかつての当艦の主要クルーたちが乗り込む。最終話「ラスト・ジェネレーション」では巧みな戦術と操艦によって木星に潜む巨大ボーグ・キューブを破壊し、再び惑星連邦を救う。1年後、艦隊ミュージアムに正式に展示され眠りにつく。
ブリッジのセットは劇場版第7作のものではなく、テレビシリーズのものが再現された（ライカー大佐は「ブリッジが縮んでないか？」とこぼしている）。制作には3ヵ月もの期間がかけられ、一部のLCARSコンソールは旧来のバックライト式アクリルガラスではなく、大型の液晶画面にLCARSレイアウトが表示された「本当に動く」ものに換装された。

### 性能
全長641m、質量500万トン、デッキ数42、総容積350万㎥という24世紀の惑星連邦艦の中では最大規模の船体を誇り、1,012名もの人々が乗船している。宇宙艦隊士官だけでなくその家族や民間人も乗艦できる。LF-41型のワープエンジンを搭載し、最高でワープ9.6もの速度で12時間航行可能、7年間無補給で活動できる。作中ですべて確認はできないが、3つの医療室と20の転送設備、100以上の科学ラボ、16のホロデッキ、その他ジム、美容室、テンフォワードと呼ばれるバーラウンジ、子供用の学校を有する。
武器は23世紀のものと比較して格段に大威力となったタイプ10フェイザーを12基装備し、3基の魚雷ランチャーを有する。250基搭載する光子魚雷も内部の反物質パケットが増設され23世紀より破壊力がより増強されている。防御シールド（吹き替えでは「防御スクリーン」）も単純な重力子壁から多位相シールド（マルチフェイズシールド）となったことで、船体密着型ではなく船体周囲を卵の殻状に覆う形となり、より強固に船体を保護する。初代エンタープライズやA型艦に見られた防御シールドはあくまで船体強度を強化しているに過ぎず、被弾した箇所は防御シールドがあっても黒く焦げ損傷するが、マルチフェイズシールドは正常に稼働している限り船体にダメージは通らない。コンピュータシステムは超光速演算が可能なアイソリニアオプティカルコンピュータで、莫大な情報量を「LCARS（エルカース / Library Computer Access and Retrieval System）」と呼ばれる新たなOSで管理している。さらにコンピュータは「会話認識」が可能となり（23世紀は「音声認識」）、ユーザーは会話するようにコンピュータに複雑な命令をすることができる。
23世紀になかった装備として、ホロデッキとレプリケーターが挙げられる。ホロデッキは光子とフォースフィールドを使った高度なバーチャルリアリティーシミュレーションであり、任務のシミュレーションから娯楽のホロノベルまで多様に利用される。レプリケーターは転送技術の高度な応用で、高分子化合物を原料にエネルギーを使って物質を作り出す技術である。このレプリケーターによって機械部品、医療薬品、食料や空気などの資材を非常に簡単かつ自由自在に作り出すことができるようになった。
さらに当艦は高度な船体分離・合体機能を備えており、第1船体と第2船体をそれぞれ別の艦として機能させたのち、自力で合体復元することが可能である（これ以前のエンタープライズは分離はできても自力で合体復元することはできない）。そのため当艦には第1船体、第2船体の両方にインパルスエンジンとスラスターを備え、第2船体に「戦闘ブリッジ」と呼ばれる第2の艦橋を持つ。船体分離はワープコアに爆発の危険が迫る緊急事態、および敵対種族との交戦時における戦術のひとつとして用いられる。主要パワーを生み出すワープコアを有する第2船体が機動力、火力、防御力に優れる一方で、第1船体は推進機構がインパルスエンジンのみであるためにワープ推進能力はなく（ワープフィールド維持装置はあるためワープ中の船体分離は可能）、武器もフェイザーのみである。そのためギャラクシー級宇宙艦の基本的な船体分離戦術としては、「民間人などの非戦闘員を第1船体に残し攻撃力の高い第2船体で敵を攻撃する」もしくは「第2船体を放棄する場合の救命ボートとして第1船体を利用する」の2種類である。ウィリアム・T・ライカー艦長（ピカード艦長の不在により副長から一時的に昇格）は、ボーグに改造されてしまったピカード艦長が指揮するボーグキューブとの戦闘時に、船体分離の際、ピカード艦長は機動力と攻撃力の弱い第1船体を無視するだろうと推測し、裏をかいて見事な戦術を披露した。しかしながら船体分離はそれが必然となる状況が限定的でエピソードに取り入れづらく、脚本家には不評であった。
また脚本家のロナルド・D・ムーアはD型艦の多数の民間人や家族を積極的にモブキャラとして乗船させる設定は失敗であったと語っており、以降の作品に登場する艦ではそういった設定は見られなくなった。子供の乗艦に関しては作中の登場人物の間でも賛否が分かれており、カウンセラー・トロイが好意的にとらえている一方、ピカード艦長は明確に反対している。

### デザイン
デザインはアンドリュー・プロバートが手掛けた『スタートレック:フェイズII』のためのコンセプト画を元に、ハーマン・ジマーマンとリチャード・ジェームスの手を得て完成した。第1船体が正円ではなく横長の楕円形をしており、第2船体も正円筒型ではなく偏平な形状をしている。デフレクター盤も横幅の長い楕円形をしており、いわば長さよりも幅を強調したデザインとなっている。パイロンは船体に対し水平に伸びた後に滑らかに垂直方向へ湾曲し、扁平な円筒型のワープナセルに接続される。当艦は2基のワープナセルの力強い青い発光をほとんどの角度から同時に目視することができ、視覚的にパワーを感じさせるデザインとなっている。また、全長が抑えられた当艦はテレビ画面の縦横比にもっとも合致するデザインバランスとなっているため、歴代エンタープライズの中では最もテレビドラマにおける画面効果が高い艦である。当艦は楕円形の第1船体が正円に見えるアングルが最も美しいとされ、その優雅な姿から「銀河の白鳥」とも呼ばれている。
撮影用模型については、最初に近接撮影用の6フィートモデルと遠景撮影用の2フィートモデルがILM社によって制作され、このうち6フィートモデルだけが船体分離が可能である。しかし、6フィートモデルはディティールの作り込みが甘く、また壊れやすく撮影スタッフの評判が悪かったため、第4シーズンからは主にグレッグ・ジーンが手掛けた4フィートモデルに取って代わられた。4フィートモデルは第1船体に「プレーティング」という浮き彫りのような技法が使われており、パネルラインを思わせるデコボコが確認できるのが特徴で見分けがつきやすい。4フィートモデルはドレッドノート型の撮影のため改造されたが、後に余分なパーツを外すなどの原状復帰がなされ、『スタートレック:ディープ・スペース・ナイン』ではU.S.S.オデッセイやU.S.S.ヴェンチャーとして登場している。一方で劇場版第7作には船体分離の場面があるため、6フィートモデルがディテールアップされて再び用いられているほか、一部の場面にILM社が手掛けたCGIも用いられており、『スタートレック:エンタープライズ』以降の再登場はすべてCGIである。

### ドレッドノート型 U.S.S.エンタープライズ NCC-1701-D
『新スタートレック』最終話「永遠への旅」に登場。Q連続体が「可能性の未来」として見せた約25年後（就役から32年、西暦2395年）のD型艦。正規の時間軸のD型艦は就役8年目にヴェリディアン3号星への墜落で廃艦となったが、この時間軸ではそれを免れたか、もしくは修復改装したことになる。ウィリアム・T・ライカー提督が廃艦にされそうになっていた当艦を自身の専用艦にしたもので、古い艦ではあるものの隅々までよく整備されている。
大規模な改装がされており、ワープナセルが第2船体中央に増設され3基となったほか、第1船体背面側ブリッジホール背面に魚雷ランチャー、左右にキャノン型の高出力フェイザーバンクが2基、第1船体船腹側にクリンゴン帝国の新型戦艦ネグヴァー級宇宙艦を一撃で撃ち貫く程の大威力を持った超大型フェイザーキャノン（非正史であるオンラインゲーム『Star Trek Online』では「フェイザースパイラルランス」と呼ばれている）が1基増設され、さらに遮蔽装置も搭載されているなど、重装備化し防衛力が大幅に強化されているのが特徴。転送機の性能も非常に優れており、爆発の危険が迫るU.S.S.パスツールの乗員をごくわずかな時間で全員収容した。また「ワープ13」で航行可能であるが、これは必ずワープ10未満であった24世紀版ワープ係数とは明確に異なっている。23世紀以前の旧ワープ係数に戻ったのか何らかのトランスワープ技術となったのかは不明であるが、23世紀形式ワープ係数であるとすると、「ワープ13」はおよそワープ9.65ということになる。
ワープナセルが3基ある宇宙艦をドレッドノート（「弩級戦艦」の意。同名のイギリス海軍戦艦に由来）型と呼ぶ設定はもともと『宇宙大作戦』終了時からファンジン（同人誌）やいくつかの書籍で触れられていたもので、後にパラマウント社が版権認可し公式な商品が発売されている。しかし、それらはいずれも初代エンタープライズのコンスティテューション級をベースとしたドレッドノート型で、ギャラクシー級をベースとしたドレッドノート型はこれが初登場であった。デザイナーは不明であるが、グレッグ・ジーンによれば簡単なデザイン画が渡されただけであったそうである。撮影用模型はグレッグ・ジーンが手掛けた4フィートモデルを改造したものである。

## U.S.S.エンタープライズ NCC-1701-E

### 来歴
劇場版第8作『スタートレック ファーストコンタクト』から劇場版第10作『ネメシス/S.T.X』の主役艦。劇場版第7作においてヴェリディアン3号星で撃沈喪失したD型艦に代わり、新たに登場したエンタープライズ。ギャラクシー級宇宙艦に代わる新たな旗艦として設計されたソヴェリン級宇宙艦の2番艦で、ボーグ集合体、ドミニオン、カーデシア連合などとの交戦を想定し、火力、推力、防御力が格段に強化されている。船体全長はD型艦より伸びたものの、全高と全幅は先々代のC型艦よりも小さく、D型艦にあったクルーの家族や民間人も同乗できる余剰空間は設けられていない。重量も約320万トンとなっている。ジャン＝リュック・ピカード艦長以下、クルーの多くはD型艦から引き継がれている。
映像として登場するソヴェリン級宇宙艦は長らくエンタープライズのみであったが、『スタートレック:ピカード』第2シーズン以降、『スタートレック:ローワー・デッキ』第3シーズン以降では同型艦の活躍する姿が見られる。PIC第3シーズンでは多数のソヴェリン級宇宙艦が、他の最新鋭宇宙艦と肩を並べているシーンを見ることができる。
『スタートレック：ピカード』第29話「声」によれば、2401年時点で退役しているだけでなく、回収も修復も不可能な状態になっているようである。ショーランナーのテリー・マタラスによると、ウォーフ大佐がピカード提督の後任としてエンタープライズE最後の艦長になっていた。

### 性能
深宇宙探査だけでなく戦術的任務をも前提とした当艦の各種武装は、D型艦のそれよりはるかに強力となっている。フェイザーは宇宙艦隊最強の7.2メガワットの出力と対ボーグ用に自動波動変調機能を持つタイプ12フェイザーを12基装備。同時に12発の魚雷を発射できる魚雷ランチャー5基を備え、通常兵器の光子魚雷（反物質弾頭）に加えて、量子魚雷（零点エネルギー弾頭）をも搭載してる数少ない艦である。船体外部隔壁は断熱被膜塗装（アブレーティブ装甲）がされており、敵艦からビーム攻撃の直撃を受けてもそれを蒸発させある程度はじくことができる。ソヴェリン級宇宙艦の武装はディファイアント級宇宙艦のそれが踏襲されている。2376年には改装を受け、フェイザーアレイが4基、魚雷ランチャーが5基追加、ワープナセルパイロンの角度がわずかに背面・艦首方向に持ち上げられる等のマイナーチェンジが行われている（ワープナセルの移動により全長は685mから673mになった）。デッキ数も劇場版第8作では全24デッキと言及されていたが、劇場版第10作では全29デッキとなっている。
最高ワープ速度に関しては資料によりばらつきがあり（ワープ9.7、9.985、9.99等）、例えば2018年発行の"Star Trek: Shipyards"では巡航速度ワープ8、最高速度ワープ9.95となっている。また、当艦以降の惑星連邦宇宙艦のワープナセルは、船体に比べてコンパクトな形状から長大なものへと移行した。これは『新スタートレック』第161話「危険なワープ・エネルギー」において、宇宙艦が超光速推進する際に人工的に作り出す強力な亜空間場（ワープフィールド）の航行痕跡が狭いエリアに重複することで、時空連続体が徐々に疲弊し最終的に亜空間断裂（宇宙空間が突然大爆発し以後その周辺域で超光速航法ができなくなる）を起こすことが判明し、ワープ技術の見直しがなされたからである。U.S.S.ヴォイジャーに代表されるイントレピッド級宇宙艦はワープナセルを可動式にしワープフィールドの形状を常に調整することでこの問題を解決したが、ソヴェリン級宇宙艦以降のワープナセルは固定式でありながら時空連続体にダメージを与えることなく高速ワープを可能にしている。
また作中に該当シーンがないため、当艦がD型艦のような船体分離・合体機能を持っているのかは不明。第1船体の船底側には分離ラインらしき深いスリットは確認できるものの、D型艦と異なり作中に登場する艦の断面図表示に明確な分離ラインはなく、さらに第2船体にはインパルスエンジンが設置されていないので分離した場合身動きがとれなくなることが指摘されている。加えて第2船体にはフェイザーアレイが船腹にしかなく（劇場版第10作からはワープナセルパイロンにもフェイザーアレイが増設された）、武装が十分とは言い難い。また、D型艦は大勢の民間人や子供を乗船させる手前、民間人などの非戦闘員を第1船体に残し攻撃力の高い第2船体で敵を撃退するという戦術が有効であったが、最初から民間人や子供が同乗していない当艦には不要である。

### デザイン
デザインはジョン・イーブス、撮影用模型はILM社による。イーブスお気に入りのエクセルシオール級宇宙艦を意識したとされ、縦長の楕円形の円盤部にすらりと伸びた第2船体とワープナセルが接続された、幅よりも長さを強調した力強い流線型デザインとなっている。ワープナセルは円筒型ではなく艦尾に行くにつれて細くなる三角柱型をしており、加えて青く発光するワープフィールドグリルが側面ではなく背面となっている。イーブスによれば「D型艦がキャデラック、E型艦がポルシェ」であるらしい。また、劇場版第2作において初代エンタープライズのドーサルネックが攻撃される場面を観て以降、イーブスは「細い首は危険だ」という考えを持っており、結果として第1船体と第2船体が直接繋がったデザインとなっている。『スタートレック:ヴォイジャー』の主役艦U.S.S.ヴォイジャーも同様にドーサルネックのない艦であるが、イーブスは当艦をデザインする際にU.S.S.ヴォイジャーのデザインを見ておらず、そのためドーサルネックのない宇宙艦隊所属艦のデザインの流れは偶然の産物ともいえるものであった。また、当艦のデフレクター盤はD型艦やU.S.S.ヴォイジャーと比較するとかなり小型で、かつ発光色が黄色で他の連邦艦とは異なる（同型のデフレクター盤を持つアキラ級宇宙艦やプロメテウス級宇宙艦のそれは青い発光である）。これは劇場版第8作「ファーストコンタクト」の脚本上、デフレクター盤の上で白兵戦が行われるために実物大のセットを組まなければならなかったことと、青い発光では緊迫感のある場面にならないことに由来する。
撮影用模型は8フィートモデルが作られた。ただし、撮影に使われたのは1996年の劇場版第8作のみで、1998年以降の『スタートレック』はテレビドラマ、劇場版を問わず撮影に模型は使わなくなり、劇場版第9作『スタートレック 叛乱』からはすべてCGIで描かれている。劇場版第9作のCGIはサンタ・バーバラ・スタジオ社、劇場版第10作のCGIはデジタル・ドメイン社による。劇場版第10作ではCGIの担当が変更された関係もあり、魚雷ランチャーやフェイザーアレイの増設、パイロンの角度変更等一部のデザインがマイナーチェンジされている（イーブスらによれば手直ししたかった部分でもあったという）。

## U.S.S.エンタープライズ NCC-1701-F
本艦はオンラインゲーム『Star Trek Online』が初出であり、『スタートレック:ピカード』への登場時とは種々の設定の差異がある。

### 『Star Trek Online』版

#### 来歴
オリジナルである『Star Trek Online』における設定では、F型艦はオデッセイ級宇宙艦の2番艦で、歴代エンタープライズ初のアンドリア人の艦長、ヴァケル・ション大佐が指揮する。当艦はシーズン5で初登場後、主人公（プレイヤー）を支える名艦として活躍を続けたが、シーズン10.5の地球軌道上の戦いで大破し、長期間のドック入りとなってしまう。その後、機関部長キラヨシ・オブライエン少佐発案による大規模なアップグレードがなされ、最新鋭の第六世代型宇宙艦ヨークタウン級宇宙艦として新生し、シーズン14で再登場を果たす。実に4年ぶり（作中では数ヶ月）の登場であった。

#### 性能
デルタ宇宙域深部から帰還したU.S.S.ヴォイジャーが惑星連邦へ持ち帰ったトランスワープ技術「量子スリップストリームドライブ」が導入されている。当艦はこの技術により、光速の数百倍の速度で移動する通常のワープをはるかに凌駕する、光速の数十万倍というトランスワープ速度での移動が可能となった。
量子スリップストリーム技術は、『スタートレック:ヴォイジャー』第94話「裏切られたメッセージ」において、U.S.S.ヴォイジャーが自身を陥れようとした偽の宇宙艦隊所属艦U.S.S.ドーントレスから入手したものである。U.S.S.ドーントレスはワープコアで作られたパワーがワープコイルではなくメインディフレクター盤に直結しており、しかもワープコアは反物質を使っていないというまったく新しい構造をしていた。第100話「過去を救いに来た男」において、U.S.S.ヴォイジャーは6万光年先の地球へ帰還するべく、自身のワープエンジンを改造して量子スリップストリームを試みるものの、安全に運用することができなかった。しかし、このオデッセイ級宇宙艦はこの量子スリップストリームの実用を前提として設計され、2つのドーサルネック（デュアルドーサルネック）構造により、量子スリップストリームを安全かつ安定して実用することが可能となっている。

#### デザイン
ゲームの企画の一環として、デザインは一般公募された中からプレイヤーによる人気投票で決定された。このコンテストは開発会社とCBSとの公式な共同開催イベントであり、公募されたデザインの選定、艦やクルーの詳細設定にはCBSが関わっている。選ばれたのはアダム・イール（Adam Ihle）によるデザインで、イールの名前はオデッセイ級の主任設計者という役どころでゲームに登場している。
当艦はU.S.S.ヴォイジャーのような弾丸形状の第1船体、D型艦のような扁平な第2船体、E型艦のようなすらりと長いワープナセルを持つ。インパルスエンジンなど第1船体の各所ディティールはE型艦のそれに似ている。最大の特徴は先述のデュアルドーサルネックで、第1船体がディフレクター盤を左右から両手で包むかのように第2船体と接続する。そのため第1船体と第2船体の間にはトンネルのように空洞がある。このような構造は旧来、オーベルト級宇宙艦にのみ見られた。

### 『スタートレック:ピカード』版

#### 来歴
『スタートレック:ピカード』第3シーズンに登場。2386年に進宙した後、数人の艦長による指揮を経ている。2401年にフェントン4号星でのライリアン難民の救助任務中に致命的なシステム異常を生じたため早期廃船が決定し、「フロンティア・デー250周年記念式典」において退役式典を行う予定であったが、ボーグによる大規模な侵略の影響で延期され翌2402年に退役した。フロンティア・デー当日はエリザベス・シェルビー元帥が艦長を務め、その指揮の下で多数の宇宙艦の編隊行動を同期するフリート・コーディネーション・システムのデモンストレーションを宇宙艦隊総旗艦として主導した。この編隊行動デモシーンではU.S.S.ヒカル・スールー NCC-92420など複数の同型艦が登場しているが、初登場のエンタープライズとその同型艦が同時に登場するのは初。

#### 性能
推進機関としてヨーヨーダイン社製46A M/ARCワープコア1基、カロン造船所製ハイパーインパルスエンジン2基を搭載。武装はMk.XIIフェイザーアレイ19基および量子/光子魚雷発射管計4門の他、円盤部船首の左右にヘビーフェイザーキャノン各1門、円盤部背面のメインシャトルベイの上部に近接防御用のフェイザーターレット1門、紡錘部背面と腹面にフェイザーキャノンターレット各1門を搭載している。また補助艦船として円盤部腹面中央のセンサードーム後方に艦長専用艇1隻、紡錘部船尾にアクエリアス級エスコート1隻を搭載している。円盤部の分離機能を備え、円盤部・紡錘部・船尾エスコートを展開する事によりプロメテウス級でテストされていた多方向攻撃モードへの移行が可能。ブリッジはコンスティテューションIII級と同系統のものだが、副長およびカウンセラーの座席は無く、代わりに艦長席の左右斜め前方にステーションのみが設置されている。

#### デザイン
モディフィアス社製TRPG『Star Trek Adventures　”Utopia Planitia Sourcebook”』への掲載のために2022年に制作されたいわゆるリマスター版が元になっている。オリジナルとの最も大きな差異は、第一船体背面の艦名および登録番号表示の前部にフェイザーアレイが、第二船体先端のメインディフレクター盤の上部にシャトルベイが新設されていることである。

## U.S.S.エンタープライズ NCC-1701-G

### 来歴
『スタートレック:ピカード』第30話「ラスト・ジェネレーション」終幕に登場。2402年、コンスティテューションIII級（ネオコンスティテューション級）U.S.S.タイタン NCC-80102-Aの艦名と登録番号を書き換える形で、エンタープライズの艦籍を引き継いだ。艦長はセブン・オブ・ナイン大佐、副長はラファエラ・ムジカー中佐。ジャン＝リュック・ピカード提督とビバリー・クラッシャー提督の子息ジャック・クラッシャー少尉や、ジョーディ・ラフォージ提督の息女シドニー・ラフォージ中尉も搭乗勤務する。

### デザイン
デザインはビル・クラウスとダグ・ドレクスラーによる。船体形状はビル・クラウスがデザインした、改装型コンスティテューション級をアレンジしたシャングリラ級U.S.S.タイタン NCC-1777が元になっている。全体的な船体バランスはコンスティテューション級改のA型艦とほぼ同様であるが、船体全長は約2倍になっている。第1船体はコンスティテューション級改のデザインをベースにブリッジホール周辺が増設されており、また船尾側1/3ほどが切り抜き状の補助インパルスエンジンとなっている。主要インパルスエンジンは第1船体船尾に大型のものが設置され、またフェイザーアレイと並ぶように23世紀式のフェイザータレットも設置されている。ドーサルネックは太く、第2船体もコンスティテューション級改をベースにB型艦のようにデフレクター盤周囲にバルジ部分が盛られ、パワフルな印象を与えている。ワープナセルもコンスティテューション級改のものを踏襲した、長大で直線を際立たせた精悍なデザインがされており、青く発光するワープフィールドグリルが側面部と船尾部とで2箇所に分かれているのも特徴である。

## U.S.S.エンタープライズ NCC-1701-J

### 来歴
『スタートレック:エンタープライズ』第70話「爬虫類族の攻撃」に登場。26世紀のエンタープライズで、全長3,210mという巨大な世代交代型深宇宙探査艦。異次元宇宙からの侵略者である、球体創造者との戦闘（プロシオン5の戦い）に参加した。とはいうものの、作中での登場は一場面のみ、しかも船内通路のセットのみであり、航行する艦の姿を見ることはできない。確認できる全体像は船内図表示がわずかな時間映るのみである。

### 性能
24世紀最大規模の宇宙艦であるD型艦の約5倍の全長を有する非常に巨大な艦。艦内には大きな公園や歓楽街、大学までもがあり、艦内移動はターボリフトの他に転送で行われることも多いとされている。

### デザイン
J型艦は、D型艦のような船体に対して横向きに長い楕円形の巨大な円盤部に、非常に線の細いパイロンとワープナセルがついた形状をしている。このパイロンはワープナセルを貫通している。また第2船体がとても小さく、NX-01のようにディフレクター盤が円盤部艦首についているのも特徴となっている。全長・全幅はkm単位と長大であるが全高はそれほどでもなく、扁平なデザインとなっている。
デザインはダグ・ドレクスラーによる。艦影を描いた特撮場面がまったく登場しないという扱いであったが、後になってドレクスラーらが毎年制作しているカレンダー「Ships of the Line」の2005年版に全体像が掲載されたほか、トッド・グウィンらによる宇宙船の解説番組「Trekyards」にドレクスラーが自ら出演、解説を行うとともにワープ航行場面などの映像が公開された。

## ケルヴィン・タイムライン版エンタープライズ
劇場版第11作ではタイムトラベルとそれにともなう大規模な歴史改変が描かれており、以前の作品とは異なる歴史をたどった平行宇宙が舞台となった。そのため、登場するエンタープライズも外見や経歴が微妙に異なっている。なお、CBSは劇場版第11作に始まる並行宇宙を『宇宙大作戦』の世界と区別し、「ケルヴィン・タイムライン（以下KT）」という正式呼称を設けている。これに対し『宇宙大作戦』の世界は「プライム・タイムライン（以下PT）」と呼称される。

### U.S.S.エンタープライズ NCC-1701

#### 来歴
劇場版第11作から劇場版第13作の主役艦。巨大なロミュラン艦のナラーダ号が24世紀末からタイムトラベルしてきた影響で、PTと異なる姿となった初代エンタープライズ。就役はPTより13年遅い2258年となった。建造も衛星軌道上のサンフランシスコ造船所ではなく、地球上のリバーサイド造船所で行われ、地上から宇宙に進宙している。同型艦の存在は映画では描写されていないが、劇場版第11作と劇場版第12作の間の物語として発売されたゲームでは、同型艦が12隻登場している。
劇場版第11作では、クリストファー・パイク船長とスポック副長の指揮の下、宇宙艦隊最新鋭の旗艦として就役する予定であった。しかし、バルカンから緊急救難信号を受けたことにより、予定を前倒しして就役式もせずに進宙する。バルカンでは巨大なロミュラン採掘艦・ナラーダ号が待ち構えており、その圧倒的火力の前にパイク船長の拉致とバルカンの破壊までも許してしまう。一方で、士官候補生のジェームズ・T・カークはPTの24世紀末からタイムトラベルしてきたスポック大使と遭遇し、ナラーダ号とその指揮官のネロ船長もまた100年後の未来からやってきたと告げられる。ネロ船長はロミュラン帝国の母星ロミュラスの滅亡が惑星連邦の責任であるという恨みを持ち、事故で23世紀半ばに飛ばされたことに乗じて惑星連邦を滅亡させ、より強大なロミュラン帝国の確立を目論んでいた。100年後のテクノロジーを持つナラーダ号に苦戦を強いられるものの、カークはスポック副長と力を合わせパイク船長を救出、拿捕されていたスポック大使の船を奪取し、地球の破壊を阻止することに成功する。その功績により、カークは25歳の若さで大佐に特進し、同じく昇進したパイク提督に代わり、当艦の船長に任命される。
劇場版第12作では、カーク船長はマーカス提督から、ロンドンのデータセンターと宇宙艦隊デイストロム研究所を襲撃したジョン・ハリソンという男の暗殺任務を受け、クリンゴン帝国の母星クロノスへ向かう。ハリソンはカーク船長の敬愛するパイク提督の命をも奪っており、カーク船長はハリソンに対して強い憎悪を持っていたものの、スコット機関部長やスポック副長の説得もあり、暗殺することなく逮捕するにとどめる。捕えられたハリソンは、自身が20世紀生まれの遺伝子強化された優勢人類カーン・ノニエン・シンであり、マーカス提督が来るべき戦争に備えて自分を人工冬眠から蘇らせたと告白する。その後、U.S.S.ヴェンジェンスに乗って現れたマーカス提督は、カーンに脅威を感じつつも何とか利用できないかと彼の奪取を画策し、カーク船長を追いつめる。しかし、結局U.S.S.ヴェンジェンスに乗り込んできたカーンに殺害されてしまい、宇宙艦を得たカーンは当艦をも破壊しようとする。当艦は撃沈こそ免れたものの大きなダメージを負ったことで地球の重力につかまり墜落しかかってしまうが、カーク船長が決死の覚悟でワープコアを修復し危機を脱する。カーンは再度人工冬眠状態にされ、修復された当艦はカーク船長の指揮の下、ファイブイヤー・ミッションと呼ばれる5年間に及ぶ深宇宙探査任務を開始する。
劇場版第13作では、立ち寄った惑星連邦領域外縁近くのヨークタウン宇宙基地でカラーラという異星人からの救難信号を受け、未知の星雲内のMクラス惑星アルタミットを目指す。アルタミット軌道上に到着した当艦は、そこで数千隻にもおよぶハチのような小型宇宙艇群の襲撃を受ける。フェイザーも光子魚雷も防御シールドもこのような広範囲に群がる敵に対してはまったく効果的ではなく、群れの集中的な突撃でまずデフレクター盤が破壊され、ワープナセルパイロンも引きちぎられ、さらにはドーサルネックも引き裂かれて第1船体だけになってしまう。船体にめり込んだ小型艇からの侵入者にも襲われ艦が機能を失う中、カーク船長はギリギリまでクルーを逃がし最後に脱出ポッドで脱出。その後、はぐれたクルーの探索と侵入者の目的の遺物を探すために、カーク船長はパヴェル・チェコフ航海士とカラーラと共に深い森を進み、墜落した第1船体に戻る。そこで、カラーラの裏切りにあったカーク船長は姿勢制御スラスターをフェイザー射撃で強引に起動させ、第1船体をひっくり返し、カラーラを下敷きにすることに成功した。しかし、同時に当艦は完全に修復不能になってしまった。

#### 性能
防御シールド、フェイザー砲、光子魚雷、転送、通信機など、搭載されているテクノロジーはPT版初代エンタープライズとA型艦のそれらをそのまま踏襲しており、24世紀にあったホロデッキやレプリケーターのようなテクノロジーの描写はない。防御シールドはD型艦・E型艦に見られた船体を覆う卵の殻状のシールドではなく、PT版A型艦に見られた単純に船体強度を強化しているのみの船体密着型シールドである。フェイザーはD型艦・E型艦のような数秒間照射する長い1直線のビームではなく、劇場版第2作で見られた短めに発射したビームを連射する形式になっている。光子魚雷はペレット状のものからミサイル状のものとなり、発射された魚雷の演出も単純なオレンジ色の光弾ではなく弾頭が描かれる。転送技術は24世紀のものと比較すると未熟で、1回の転送に時間がかかる他、動く対象をロックすることができない。
一方で、PT版初代エンタープライズやA型艦には見られなかった、惑星への直接上陸能力を持っている。転送装置を持つ宇宙艦隊の艦は基本的に宇宙で造船されるため、惑星に巨大な母艦ごと直接降下する必要はなく、PTでもイントレピッド級やディファイアント級などの一部の艦級が可能なのみである。また、ワープ速度が極めて速く、劇場版第11作では地球からバルカンまでを、劇場版第12作ではクロノスから地球までをわずか数分で移動するなど、それまでの科学設定と明らかに矛盾した描写が見られる（地球からバルカン星までの距離は16光年とされており、ワープ9.9の速度でも2日かかる）。
当艦や劇場版第12作のドレッドノート級がPTの同時期の艦に比べてオーバースペックになったのは、U.S.S.ケルヴィンがナラーダ号と遭遇したことにより、危機感を感じた惑星連邦が技術の開発を急いだことと、U.S.S.ケルヴィンの生存者が未来のロミュラン艦であるナラーダ号のスキャンデータを持ち帰ったことによるとされている（元が掘削船であるためスキャン対策が不十分だった）。クリンゴン側も不調を起こしたナラーダ号を一時鹵獲したため、惑星連邦とクリンゴン帝国の間で大きな技術格差が発生することはなかった。なお、劇場版第12作の前日談として発売されたコミックでは、2258年に就役した当艦は、ナラーダ号のデータから解析された未来の技術を導入するため、新規に建造された2代目のエンタープライズであるとされている。また、劇場版第12作の削除場面においては、PT版初代エンタープライズとまったく同型の艦の模型（U.S.S.ビデフォード）がマーカス提督のオフィス天井に飾られている場面がある。
劇場版第12作で深刻なダメージを負った後は、およそ1年に及ぶ修理と改装を行っており、第1船体後端のインパルスエンジンの形状などが変更された。劇場版第13作では、ドーサルネックやワープナセルの小型化などが施されており、全体のプロポーションが異なっている。

#### デザイン
デザインはライアン・チャーチ、CGIはILM社による。KT版初代エンタープライズは、PT版初代エンタープライズおよび同A型艦のデザインを掛け合わせ、21世紀らしいスタイリッシュなフォルムに進化させたものとなっている。第1船体はPT版A型艦、第2船体とワープナセルはPT版初代エンタープライズに近い形状をしている。
第1船体のデザインはPT版A型艦とほぼ同じであるが、直径が拡張されリム幅（円盤の厚み）もやや厚みを増している他、船腹側の"NCC-1701"の表記がなくなっている。インパルスエンジンは直線でデザインされていたPT版A型艦と異なり、なめらかな曲線で構成されておりPT版初代エンタープライズに近い。なお、当艦ではこれまでの作品では見られなかったインパルスエンジンやスラスターからのパワフルな排熱の演出がよく見られる。
第2船体はPT版A型艦よりずっとスリムになった反面、ワープナセルが第2船体に匹敵するパワフルな太さとなり、E型艦のように艦尾に近づくにつれ細くなり長さを強調している。ワープナセルには青く発光するワープフィールドグリルがなく、PT版初代エンタープライズのデザインを踏襲している。また、ワープナセル先端のバサードラムスクープは赤い発光と異なり青い発光となっているものの、ラムスクープ内部のパーツが回転するギミックがあり、これもPT版初代エンタープライズのデザインを踏襲しているディティールである。パイロンは直線ではなくわずかに上向きに湾曲しており、加えてワープナセルとの接続部分がナセル中腹ではなく艦首側にかなり寄っているのも特徴である。デフレクター盤はPT版初代エンタープライズ同様のパラボラアンテナ型であるが、E型艦のデフレクター盤のような複雑な形状をしており、かつパラボラアンテナ自体が青く発光する。PT版初代エンタープライズとA型艦の弱点とも言われていた細いドーサルネックは太目になっており、ドーサルネック背面は艦尾のシャトルベイシャッターまでなだらかにつながっている。フェイザーバンクや魚雷ランチャー、ドッキングハッチなどの機関ディティールの配置はPT版A型艦と同じ位置になっている。
全長に関しては、デザインの段階ではPT版A型艦（全長305m）と同規模の366ｍとなっていたが、制作の段階で725mと設定しなおされた。この場合D型艦よりも大型な艦になるために船体規模に合わせてドッキングハッチや船窓、スラスターなどのメカをそれ相応の大きさにするリファインが必要なのであるが、制作陣はこれらをまったく修正することなくそのまま拡大した。そのため各種ディティールが非常にオーバースケールで、これまでの連邦宇宙艦のデザイン基準を無視するような矛盾が生じており議論の的となっている。作中での描写にも一貫性がなく、場面によって大きさが異なっているように見える。具体的な例としては、広大なシャトルベイが挙げられる。作中では全長10m以上あるシャトルが10機以上、横向きに2段2列に格納されている。そのため第2船体の幅は約40mと目算でき、この場合の全長は725mである。また、ホールウェイと呼ばれる第1船体中央の複数デッキを貫く吹き抜け（全長725mの場合は第1船体中央は14デッキある）や、広大な機関部も全長が725mでないと説明できない。一方で、全長が366mでないと説明できない例としては、第1船体外縁のリム幅やドッキングハッチの大きさが挙げられる。劇場版12作目で船体外部隔壁が裂けた時に確認できるが、第1船体外縁のリム幅は2デッキ分に相当し、この場合の全長は366mである（全長725mの場合は第1船体外縁のリム幅は4デッキ分あることになる）。さらにドッキングハッチの大きさに関してはカークとマッコイが海中から帰艦した場面からA型艦同様に直径2m程度であると目算でき、そこから逆算すると366mとなる。また劇場版13作目では広大な機関部の場面がなく、序盤でカークとマッコイがウイスキーを飲む場面の船窓の大きさ、ヨークタウン宇宙基地を進む当艦と同基地内のビル群の対比、敵の小型船のサイズ等から全長366mに見える。ミニチュア玩具を発売する各メーカーの表示にも異差があり、全長302m、366m、725mと統一性がない。ただし、『Star Trek Online』に同級が登場するに当たり、開発メーカーで宇宙船CGモデリングを担当しているトーマス・マローンが版権元であるCBS（『Star Trek Online』の監修も行なっている）から提供された設定では、725mが正しい大きさであるとされている。
余談ではあるが、劇場版第12作に登場する当艦のワープコアは、アメリカの国立点火施設に実在する本物の核融合炉である。

### U.S.S.エンタープライズ NCC-1701-A

#### 来歴
劇場版第13作のラストシーンに登場。献身的な活躍でヨークタウン宇宙基地を壊滅の危機から救ったものの、宇宙艦を失ってしまったジェームズ・T・カーク船長へ、同基地のパリス提督のはからいで贈られた新造艦。同基地で建造中だったコンスティテューション級宇宙艦をエンタープライズと命名する形となり、この際、KT版初代エンタープライズと区別するために登録番号"NCC-1701"の末尾に"-A"が付け加えられた。クルーの多くはKT版初代エンタープライズから引き継がれている。なお、ヨークタウン宇宙基地の名称は、PT版A型艦がU.S.S.ヨークタウンの艦名を書き換える形で用意された宇宙艦であったことによるオマージュである。

#### 性能
喪失したKT版初代エンタープライズと同じコンスティテューション級宇宙艦ではあるものの、第1船体やワープナセルなどを中心にマイナーチェンジがなされた新型モデルとなっている。作中では、パリス提督の「エンタープライズを上回る艦を建造中だけど、まだ完成していないわ」という台詞があり、より性能が向上していることが示唆されている。

#### デザイン
デザインはシーン・ハーグリーブス、CGIはILM社による。全体的な姿はKT版初代エンタープライズに似ているが、各ディティールがかなりアレンジされ、PT版初代エンタープライズを彷彿とさせる姿となった。第1船体はリム部分が垂直ではなく艦底に向かってかなり鋭く斜めに切り込まれており、ワープナセルの形状も非常にシンプルなものとなった。パイロンはロミュラン艦を思わせるような鳥の翼状になり、ワープナセルとの接続部分もKT版初代エンタープライズよりさらに艦首側となっている。

## 鏡像宇宙版エンタープライズ
『宇宙大作戦』第33話「イオン嵐の恐怖」では「鏡像宇宙(mirror universe)」が登場する。鏡像宇宙は、粗暴な地球人が侵略的なテラン帝国を形成した平行宇宙であり、惑星連邦は存在しない。カーク船長はそこでテラン帝国宇宙艦隊所属の「I.S.S.エンタープライズ」に遭遇する。こちらの宇宙のクリンゴン帝国のように戦闘を好むテラン帝国の持つI.S.S.エンタープライズは、武装が大幅に強化されているのが特徴となっている。なお「I.S.S.」とは「Imperial Starship」（帝国宇宙艦）を略した艦船接頭辞である。

### I.S.S.エンタープライズ NX-01
『スタートレック：エンタープライズ』第94・95話「暗黒の地球帝国（前後編）」に登場。22世紀のテラン帝国の旗艦。構造はこちらの宇宙のNX-01とほぼ同じであるが、ロミュラン艦のような遮蔽装置と脱出ポッドを搭載し、船体に「剣と地球」というテラン帝国の国章と稲妻のような文様が描かれている。船長はマクシミリアン・フォレスト大佐（こちらの宇宙での階級は提督で、名前も異なる）。
2155年、ソリア連合はトリコバルト弾頭によって宇宙空間の亀裂を起こし、平行宇宙の23世紀からU.S.S.ディファイアントを拿捕することに成功する。この情報を入手したジョナサン・アーチャー副長は、この宇宙艦に使われた未来の技術が反乱軍鎮圧の力になると確信し、フォレスト船長に反旗を翻し当艦をソリア領域へと向かわせた。アーチャー副長らはU.S.S.ディファイアントを発見し確保しようとするが、その間に当艦はソリアン・ウェブに捕えられ、集中砲火を浴びて撃墜されてしまう。

### I.S.S.エンタープライズ NCC-1701
『宇宙大作戦』第33話「イオン嵐の恐怖」に登場。23世紀のテラン帝国の旗艦。2267年、転送装置がイオン嵐の影響を受け、ジェームズ・T・カーク船長と部下数人らが鏡像宇宙のカーク船長らと入れ替わってしまう事態が発生した。カーク船長によって惑星連邦の理念を伝えられた鏡像宇宙のスポック副長は、のちに20年以上の年月をかけて地球帝国の改革を推進する。
『スタートレック：ディスカバリー』シーズン5-5話「鏡像」に再登場。何らかの原因で次元の狭間に座礁し廃船となり、そこに24世紀の科学者がヒューマノイド創始者技術の手がかりを隠す。以降そのまま900年放置されていたものを32世紀にU.S.S.ディスカバリー NCC-1031-Aが発見する。同時期に配信されていた『スタートレック：ストレンジ・ニュー・ワールド』の初代エンタープライズのセットを流用した撮影。同様の同時放映中の他シリーズのセットの流用は、U.S.S.ヴォイジャーのセットを流用した『スタートレック：ディープスペースナイン』166話のU.S.S.ベレロフォン NCC-74705でも見られる。

## 史実におけるエンタープライズ
セットの小道具として、歴代エンタープライズを記念した模型や絵が飾られていることがあり、その中に史実のエンタープライズのいくつかも登場する。

### エンタープライズ（帆船）
劇場版第1作と『スタートレック:エンタープライズ』に、歴代エンタープライズを記念した絵として登場したほか、劇場版第7作ではウォーフ大尉の少佐昇進を祝うホロデッキでの式典に登場。実際の撮影にはレディ・ワシントンというブリッグが使用された。
史実では、史上初めて「エンタープライズ」の名をつけられた船は18世紀初頭のイギリス海軍の軍艦（帆船）である。もともとはラントルプリズ（L'Entreprise）というフランスの24門フリゲートで、1705年に鹵獲・改名された。また、史上初の「U.S.S.エンタープライズ」はアメリカ独立戦争に参加した大陸海軍のスループで、1775年にイギリス船ジョージが鹵獲・改名されたものである。

### U.S.S.エンタープライズ CV-6
劇場版第1作に、歴代エンタープライズを記念した絵として登場。
史実では、アメリカ海軍所属の航空母艦。アメリカ海軍の伝統に従い、当艦も「U.S.S.エンタープライズ」と呼ばれる。第二次世界大戦（太平洋戦争）では、姉妹艦のヨークタウンやホーネットが日本海軍との戦闘で撃沈されたのに対し、当艦は終戦時まで健在であり、戦争後期は、対日反攻作戦の主力空母として大量に建造されたエセックス級空母などとともに活躍した。ただし、終戦時は、沖縄戦（アイスバーグ作戦）時の日本軍側の航空総攻撃作戦である「菊水作戦」において、1945年5月14日に日本海軍の神風特別攻撃隊（爆装零戦1機）の体当たり攻撃により大破したため、アメリカ本国において修理中であった。

### U.S.S.エンタープライズ CVN-65
『新スタートレック』と『スタートレック:エンタープライズ』に歴代エンタープライズを記念したレリーフや絵として登場したほか、カーク提督らが1986年のサンフランシスコへタイムトラベルする劇場版第4作では、海岸に停泊中の当艦が登場し、原子炉からダイリチウム結晶の再生に必要な光子を採取するためチェコフとウフーラが潜入する。なお当艦は撮影許可が下りていたにもかかわらず急遽作戦行動に入ってしまったため、実際の撮影にはレンジャーが使用された。
史実では、アメリカ海軍所属の世界初の原子力航空母艦。CV-6と同じく当艦も「U.S.S.エンタープライズ」と呼ばれる。1973年から1974年におけるピュージェット・サウンド海軍造船所での修理の際には、『宇宙大作戦』のビデオテープが当艦に供給され、艦内のテレビシステムで上映されるなどクルーのレクリエーションに用いられた。

### エンタープライズ OV-101
劇場版第1作と『スタートレック:エンタープライズ』に、歴代エンタープライズを記念した絵として登場。『スタートレック:ディープ・スペース・ナイン』や劇場版第12作でも、宇宙飛行の発展を記念した模型として登場している。
史実では、アメリカ航空宇宙局 (NASA) が開発・運用したスペースシャトル・オービタの初号機。当初は「コンスティテューション」と名付けられるはずであったが、トレッキー（『スタートレック』シリーズのファン）たちがエンタープライズと命名するように署名運動を行い、この名前となった。初号機ではあるが、滑空その他の試験を目的としたプロトタイプであり、大気圏外には出ていない。『スタートレック:ディープ・スペース・ナイン』には当機がドッキングした状態の国際宇宙ステーションの模型が登場することから、『スタートレック』の世界では大気圏外へ飛行可能なように改装されたことが暗示されているが、史実では実現しなかった。

## パロディ
- アニメ『機動戦士ガンダム』に登場するジオン公国軍の宇宙巡洋艦ムサイは、初代エンタープライズを上下逆さにしたものが原イメージになっている。
- 漫画『Dr.スランプ』に登場するスコップくん（スポックのパロディ）の自宅は初代エンタープライズを上下逆さにしたものというきわどいデザイン。円盤部に玄関があり、第2船体が離れの2階のような構造になっている。
- ビデオゲーム『ギャラガ』のチャレンジングステージの最終ステージには、敵キャラとして「エンタープライズ」が登場する。名前だけではなく形まで初代エンタープライズそのままである。
- OVA『トップをねらえ！』に登場する量産型ガンバスターマシン「シズラー」の開発コードはNCC-1701-DACBE。
- アニメ映画『うる星やつら4 ラム・ザ・フォーエバー』にて、メガネの部屋が爆風で吹き飛ばされた際に、初代エンタープライズらしきプラモデルの描写が見られた。
- アニメ『機動戦艦ナデシコ』に登場するネルガル重工の宇宙戦艦ナデシコは、初代エンタープライズをモデルにしている。船体の一部が分離可能、後継艦が「B」「C」を名乗るなどの相似点もある。作中には、エンタープライズのプラモデルのものと思われる、「NCC-1701」と書かれた箱が映るカットがある。
- SFテレビドラマ『スターゲイト SG-1』第122話「レプリケーター人間」において、アメリカ合衆国空軍のジャック・オニール大佐が、搭乗していた宇宙戦艦X-303の艦名を「エンタープライズ」と命名しようとするが、ジョージ・ハモンド少将に却下されている。同乗していたサマンサ・カーター少佐も「エンタープライズはまずいです」と発言している。なお、そのときの会話から、既に艦名は「プロメテウス」に決定していたと思われる。
- 邦画『シン・ウルトラマン』の防災庁禍特対のオフィスには初代エンタープライズの模型が飾られている。

## その他
2013年にアメリカ航空宇宙局のある研究チームが提示した「IXS エンタープライズ（IXS-110 Enterprise）」は、イメージのベースとして、のちにXCV-330に流用された初代エンタープライズの没デザインを参考にしたものであり、『スタートレック』関連イラスト作品を数多く描いているアーティストのマーク・レドメーカーがその画像の制作に参加している。